# 니네베
니네베 (/ˈnɪnɪvə/; 아카드어: 𒌷𒉌𒉡𒀀 니누아; 아랍어: نِينَوَىٰ 니나와[*]; 고대 시리아어: ܢܝܼܢܘܹܐ 닌웨) 혹은 니느웨(히브리어: נִינְוֵה)는 상부 메소포타미아에 위치했던 아시리아의 고대 도시로, 오늘날 이라크 북부의 모술지역에 해당한다. 티그리스강 동쪽 강변에 위치하며, 신아시리아 제국의 수도이자 최대 도시였고, 수십 년간 세계 최대 도시였다. 오늘날에는 티그리스강 동쪽 강변에 있는 모술의 절반을 지칭하는 일반적인 이름으로 사용되며, 이라크의 니나와주도 니네베의 이름을 따서 지어졌다.
니네베는 기원전 612년까지 약 50년 동안 세계 최대 도시였으나, 아시리아 내의 혹독한 내전 이후 바빌론, 메디아, 스키타이족을 포함한 이전 속국들의 연합군에 의해 함락되었다. 이 도시는 다시는 정치적 또는 행정적 중심지가 되지 못했지만, 후기 고대에는 아시리아 동방교회의 아시리아 기독교 주교좌가 되었다. 중세 동안 모술에 비해 쇠퇴했고, 티무르의 아시리아 기독교인 대량 학살과 분산 이후 서기 14세기에는 대부분 버려졌다.
니네베 유적은 모술의 역사적 도심 맞은편 강 건너편에 위치한다. 성벽 안의 두 주요 텔(유적 언덕), 즉 유적 언덕은 쿠윤지크 언덕과 나비 유누스 언덕이며, 이곳에는 요나의 성소가 있다. 히브리어 성경과 쿠란에 따르면, 요나는 니네베에 설교했던 예언자이다. 아시리아의 조각과 기타 유물이 니네베 유적에서 대량 발굴되어 현재 전 세계 박물관에 소장되어 있다.

## 이름

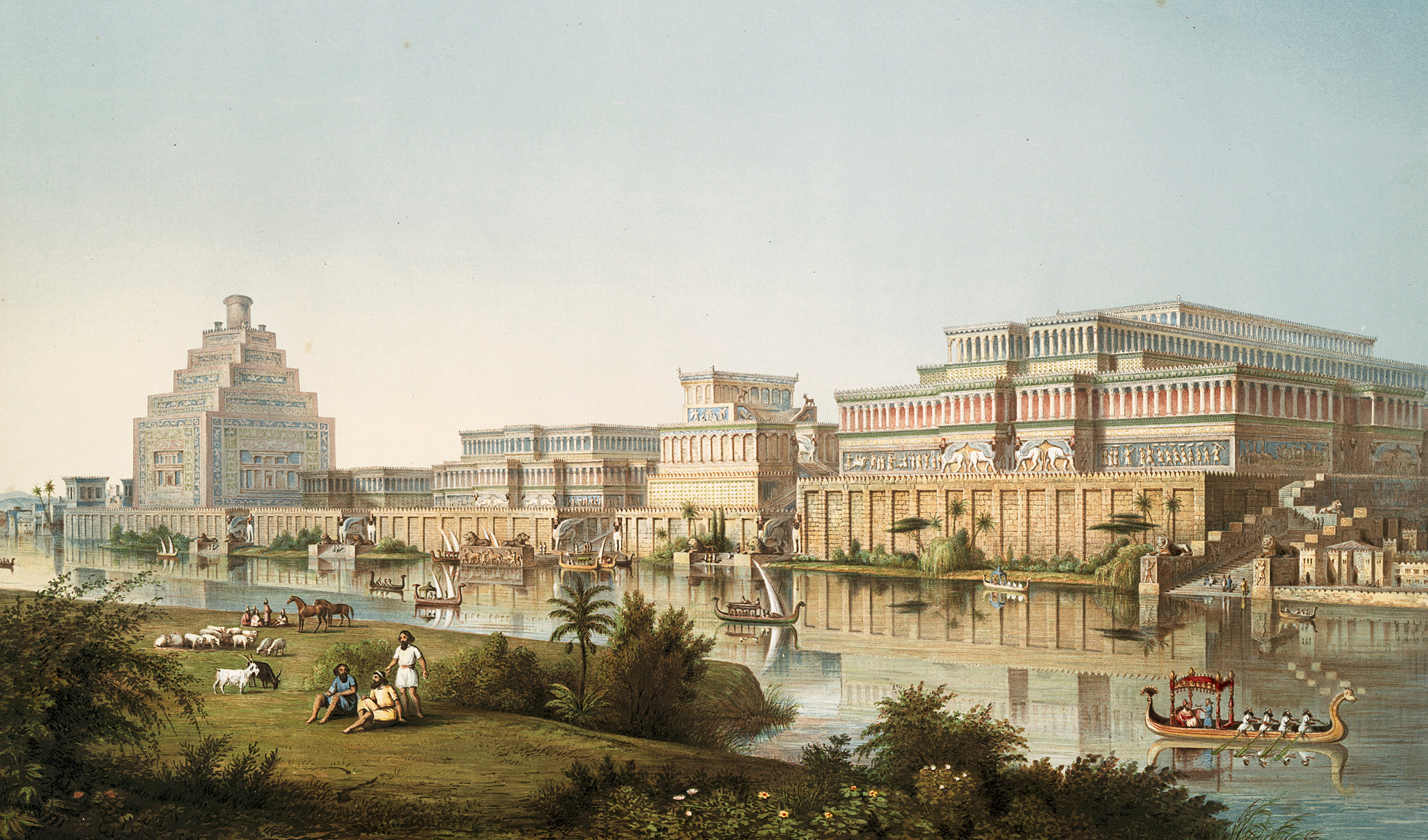
오스틴 헨리 레이어드의 1853년 저서 《니네베의 기념물》에 실린 아시리아 궁전들의 삽화

영어 지명 니네베는 라틴어 Nīnevē와 코이네 그리스어 니네우에(Νινευή)에서 유래했으며, 성서 히브리어 니네웨(נִינְוֶה)의 영향을 받았다. 이는 아카드어 니누아(var. 니나) 또는 니누와에서 유래했다. 이 도시는 마리에서는 니누와, 아람어에서는 니나와, 시리아어에서는 닌웨(ܢܸܢܘܵܐ), 그리고 아랍어에서는 니나와(نینوا)로도 알려져 있었다.
이 이름의 원래 의미는 불분명하지만, 수호신을 지칭했을 수도 있다. 실제로 니네베는 "니네베 여신 이슈타르"에게 헌정되었다고 전해지는데, '니나'는 수메르어와 아시리아어에서 그 여신을 지칭하는 이름 중 하나였다. 니나를 나타내는 아시리아 쐐기 문자(𒀏)는 집 안에 있는 물고기(비교: 아람어 누나, "물고기")이다. 이는 단순히 "물고기의 장소"를 의미했을 수도 있고, 물고기나 티그리스 강과 관련된 여신, 아마도 원래 후르리어 기원이었을 수도 있음을 나타낼 수 있다. 고대 바빌론의 아카드어 단어 נון/נונא는 물고기 종인 안티아스를 가리키며, 니네베라는 이름과 물고기 사이의 연관성 가능성을 더욱 시사한다. 쿠란에서 요나는 "물고기의 주인"을 의미하는 드훈 눈(Dhu'n-Nun)으로 언급되는데, 이는 그가 "큰 물고기"에게 삼켜진 이야기와 관련이 있을 수 있다.
나비 유누스는 아랍어로 "예언자 요나"를 뜻한다. 쿠윤지크는 레이어드에 따르면 터키어 이름(레이어드는 터키어로 양을 뜻하는 코윤(koyun)의 지소형인 코유운지크(kouyunjik) 형태를 사용)이었다. 아랍인들은 아르무쉬아(Armousheeah)라고 불렀다고 한다. 이는 카라 코윤루 왕조와 어떤 관련이 있다고 여겨진다. 이 지명들은 각각 코스르 강 북쪽과 남쪽 지역을 지칭한다. 쿠윤지크는 도시 성벽으로 둘러싸인 전체 북부 지역의 이름으로, 대규모(35헥타르) 쿠윤지크 언덕이 지배적이며, 나비(또는 더 일반적으로 네비) 유누스는 예언자 요나의 모스크가 위치한 나비 유누스 언덕 주변의 남부 지역이다.

## 지리

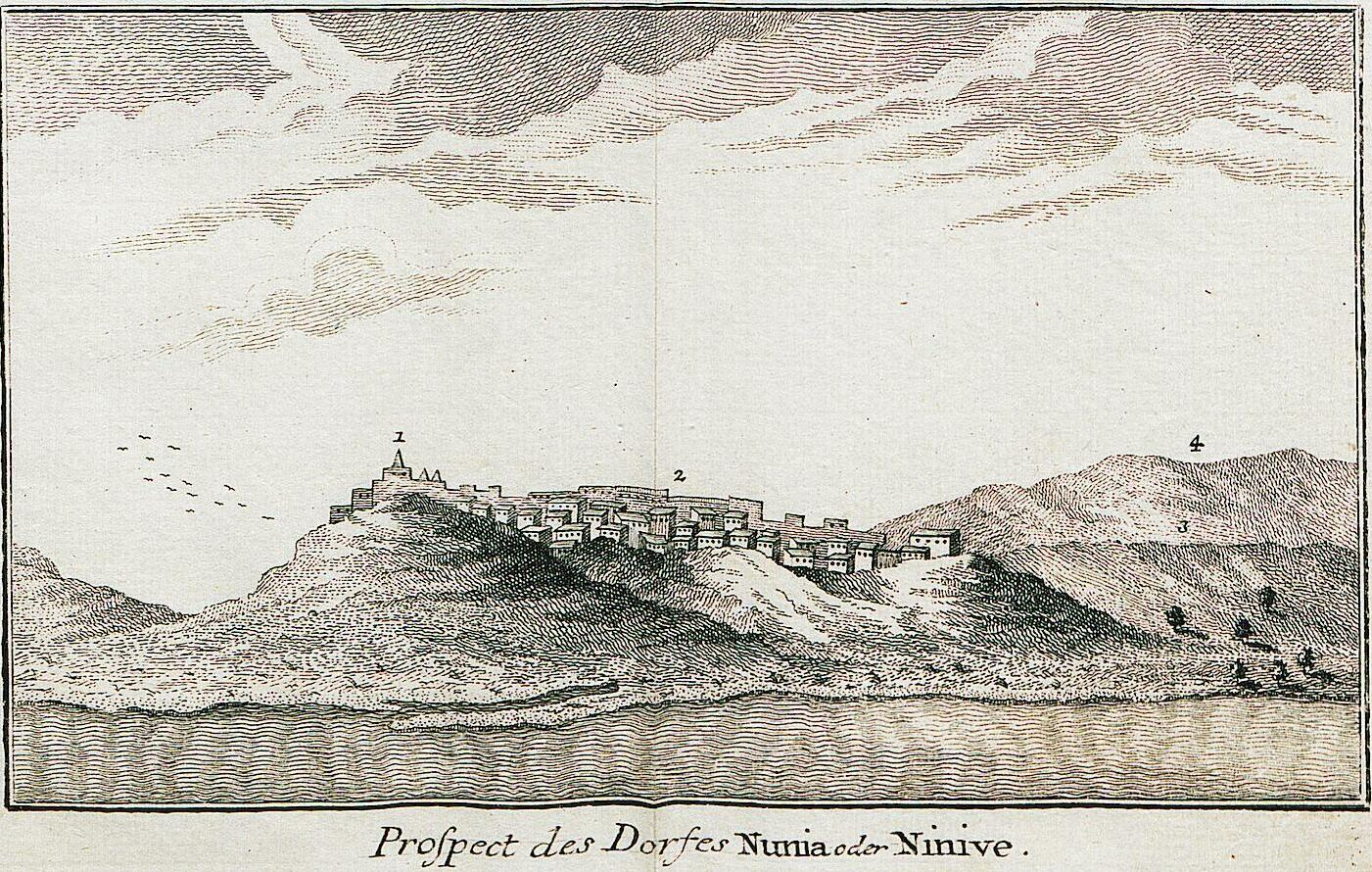
"누니아" 또는 "니네베" 마을의 풍경, 카르스텐 니부어가 1778년에 출판함

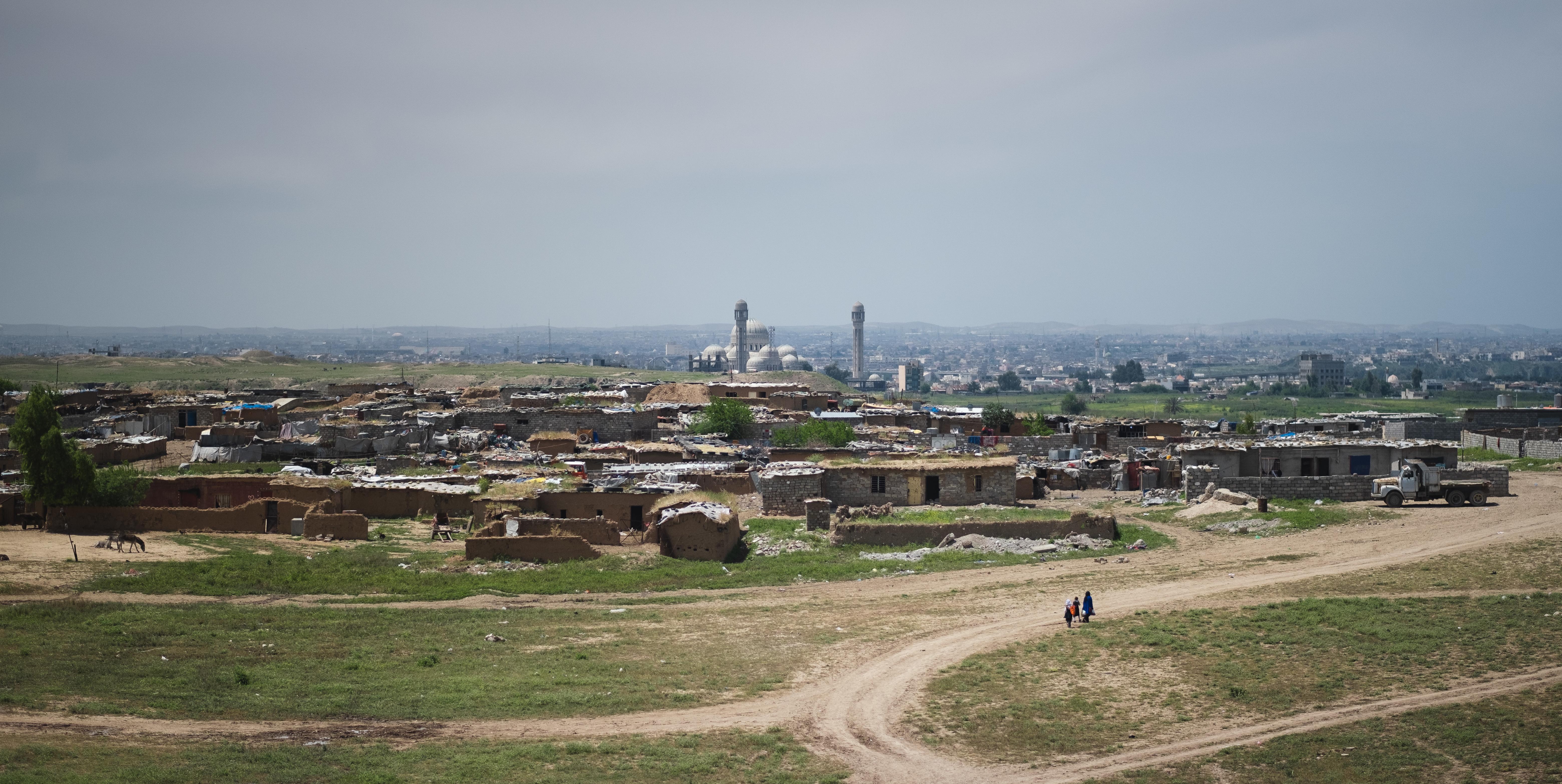
2019년 니네베 마을

고대 니네베의 유적, 즉 쿠윤지크와 나비 유누스의 언덕들은 티그리스강과 코스르 강이 합류하는 지점의 평탄한 지역에 위치하며, 750 ha의 면적을 12 km 길이의 성벽으로 둘러싸고 있다. 이 광활한 지역 전체는 이제 모술 동부의 네비 유누스 교외 지역에 의해 약 3분의 1이 덮인 거대한 유적지로 변모했다.
고대 니네베 유적지는 코스르 강에 의해 양분된다. 코스르 강 북쪽 지역은 쿠윤지크 언덕의 아크로폴리스를 포함하여 쿠윤지크라고 불리며, 라흐마니예 불법 마을은 동부 쿠윤지크에 위치했다. 코스르 강 남쪽의 도시화된 지역은 네비 유누스(또한 가지리야, 제자이르, 잠마사)라고 불리며, 예언자 요나의 모스크와 그 아래 에사르하돈/아슈르바니팔의 궁전이 위치한 네비 유누스 언덕을 포함한다. 알-아사디 거리( ISIL이 성벽의 일부를 파괴하며 만든 거리) 남쪽 지역은 주누브 니나와 또는 샤라 펩시라고 불린다.
니네베는 지중해와 인도양을 잇는 주요 도로에서 티그리스강을 가로지르는 상업로의 중요한 교차로였으며, 이로 인해 고대 근동의 동서양을 연결하며 많은 자원으로부터 부를 축적하여 이 지역의 가장 위대한 고대 도시 중 하나가 되었다. 또한 신아시리아 제국의 마지막 수도였다.

## 역사

### 초기 역사

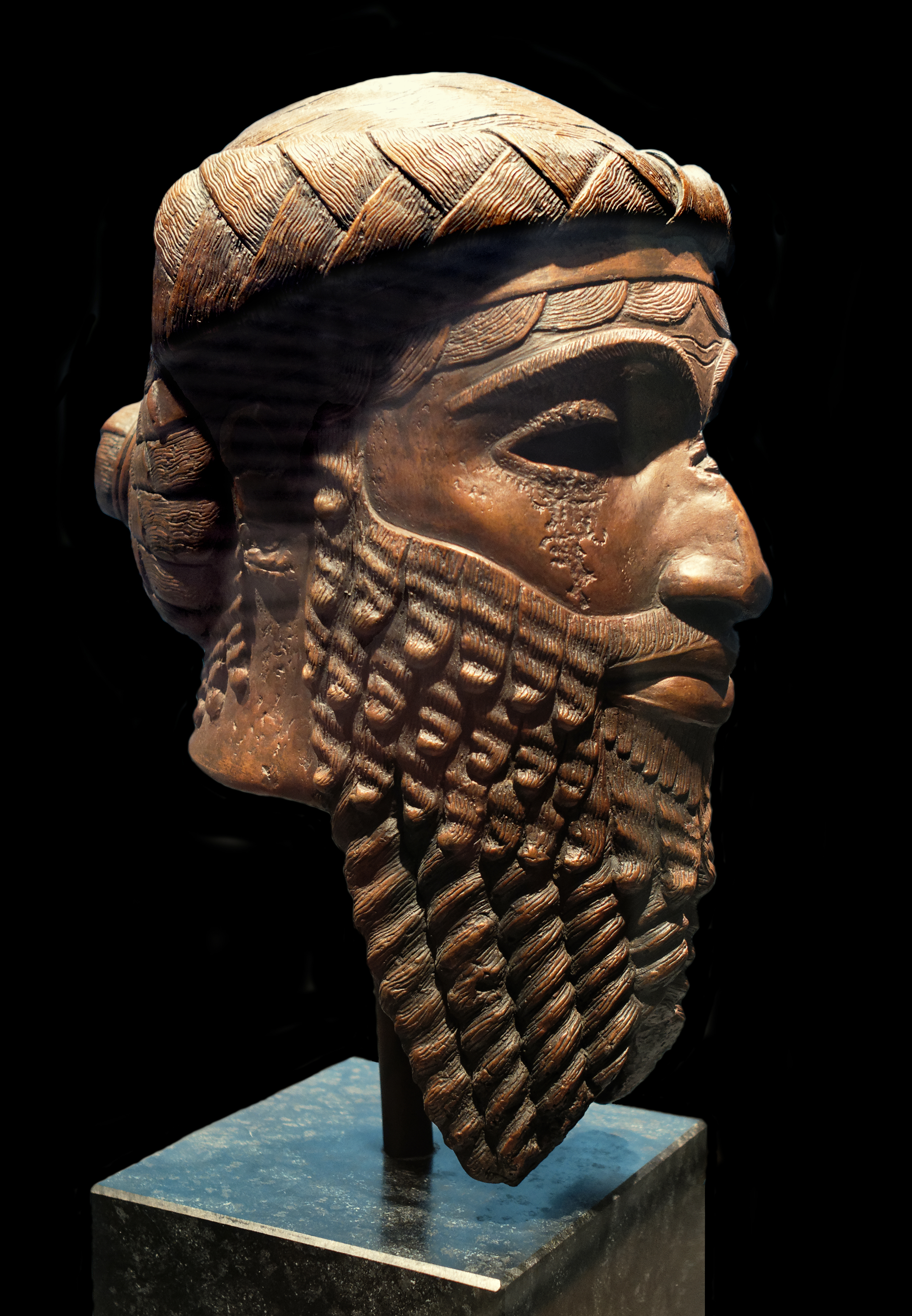
1931년 니네베에서 발굴된 아카드 제국 통치자의 청동 머리. 아카드 사르곤의 아들 마니시투슈를 묘사한 것으로 추정되며, 기원전 2270년경에 제작됨. 이라크 박물관 소장. 레이크스 박물관

니네베는 고대에서 가장 오래되고 위대한 도시 중 하나였다. 헬레니즘 시대의 문헌들은 나중에 니노폴리스(Νίνου πόλις)의 창건자로 니누스를 언급했지만, 이에 대한 역사적 근거는 없다. 창세기 10:11은 니므롯 또는 아슈르, 번역에 따라 다르지만, 니네베를 건설했다고 말한다. 니네베는 상부 메소포타미아의 지역 발전 내에서 많은 중심지 중 하나였다. 이 지역은 빗물 공급 농업을 지원할 수 있는 평야로 정의된다. 시리아 해안에서 자그로스 산맥까지 좁은 띠 형태로 존재한다. 남쪽으로는 사막, 북쪽으로는 산으로 둘러싸여 있다. 이 지역의 문화적 관행, 기술 및 경제는 공유되었으며, 신석기 시대 이후로 유사한 궤적을 따랐다.

#### 신석기 시대
니네베 평원 북쪽에 인접한 자그로스 산맥의 동굴들은 선토기 신석기 시대 A 정착지로 사용되었으며, 가장 유명한 곳은 샤니다르 동굴이다. 니네베 자체는 신석기 시대 후기인 기원전 6000년경에 건설되었다. 니네베의 깊은 탐사는 하쑤나 고고문화 시대 초기로 거슬러 올라가는 토양층을 발견했다. 니네베의 발전과 문화는 북동쪽으로 몇 킬로미터 떨어진 텔 가우라와 텔 아르파치야와 유사했다. 니네베는 할라프 시대의 전형적인 농업 마을이었다.

#### 동석기 시대
기원전 5000년, 니네베는 할라프 문화 마을에서 우바이드 시대 마을로 전환했다. 후기 동석기 시대 동안 니네베는 상부 메소포타미아에 있는 몇 안 되는 우바이드 마을 중 하나로 원시 도시가 되었다. 다른 곳으로는 우가리트, 브락, 하모우카르, 아르벨라, 알레프, 그리고 지역적으로 수사, 에리두, 니푸르 등이 있다. 기원전 4500년에서 4000년 사이에 40헥타르 크기로 성장했다.
더 넓은 니네베 지역은 아나톨리아 외 지역에서 최초로 구리를 제련한 곳으로, 근동 지역에 금속 기술이 확산되는 데 중요한 역할을 했다. 텔 아르파치야에는 가장 오래된 구리 제련 유적이 있으며, 테페 가우라에는 가장 오래된 금속 세공품이 있다. 구리는 에르가니 광산에서 가져왔다.
니네베 IV는 티그리스강의 가장 높은 항해 가능 지점에 위치했기 때문에 우루크 확장 시기 동안 우루크의 무역 식민지가 되었다. 이는 유프라테스강의 하부바 카비라와 동시대에 유사한 기능을 했다.

### 초기 청동기 시대
기원전 3000년경에는 키시 문명이 니네베까지 확장되었다. 이 시기에 니네베의 주요 신전은 셈족 여신 이슈타르에게 다시 헌정된 이슈타르 신전으로 알려지게 되며, 니네베의 이슈타르는 후르리-우라르투 판테온의 샤우슈카와 융합되었다. 이 신전은 '퇴마사의 집'(쐐기 문자: 갤럭마스마스 GA2.MAŠ.MAŠ; 수메르어: e2 mašmaš)이라 불렸다. 이름 주변의 어원적 맥락은 수메르어로 마쉬마쉬(Mashmash)라고 불리는 퇴마사인데, 그는 공식적인 사제직과 독립적으로 활동하는 프리랜서 마법사였으며, 부분적으로는 악마를 쫓아내는 행위를 통해 의료 전문가였다.

#### 니네베 5기
니네베의 지역적 영향력은 특히 니네베 5기 또는 니네베 V기(기원전 3000/2900년–2600/2500년)로 알려진 고고학 시대에 두드러졌다. 이 시대는 주로 상부 메소포타미아 전역에서 널리 발견되는 특징적인 토기로 정의된다. 또한, 상부 메소포타미아 지역의 경우 고고학자들에 의해 초기 제지라 연대기가 개발되었다. 이 지역 연대기에 따르면 '니네베 5기'는 초기 제지라 I–II 시대와 동일하다.

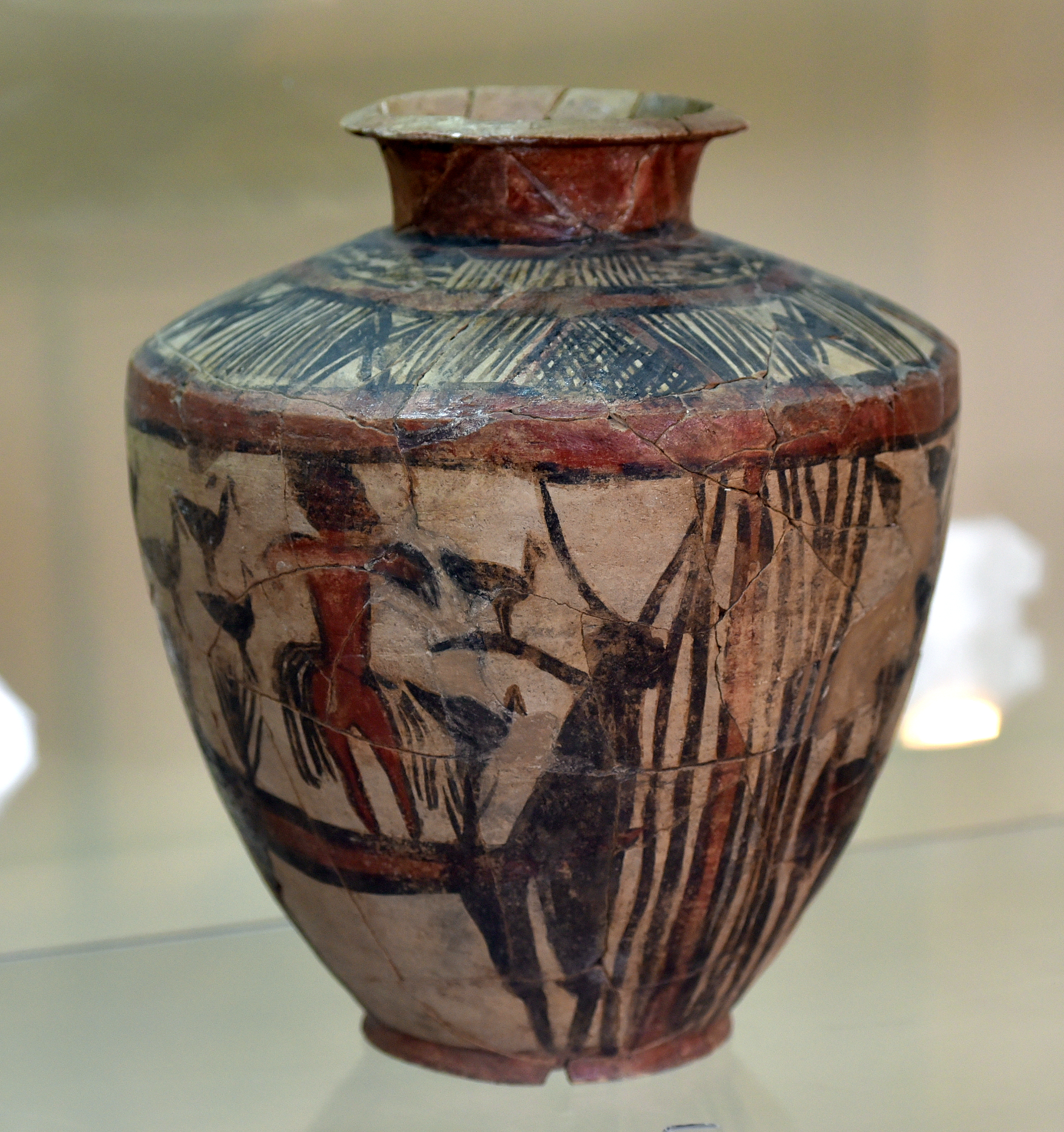
다색으로 칠해진 항아리, 기하학적 디자인과 동물 문양, 이른바 "스칼렛 웨어". 이라크 함린 분지 디얄라 계곡의 텔 아부 카심에서 출토됨. 기원전 2800-2000년. 이라크 박물관 소장.

니네베 5기 이전에 후기 우루크 시대가 있었다. 니네베 5기 토기는 대략 초기 트란스카프카스 문화 토기와 제므데트 나스르 시대 토기와 동시대이다. 이라크의 스칼렛 웨어 문화도 이 시기에 속하며, 이 화려한 채색 토기는 제므데트 나스르 토기와 다소 유사하다. 스칼렛 웨어는 이라크의 디얄라강 유역에서 처음 기록되었다. 나중에 인근 함린 분지와 루리스탄에서도 발견되었다. 이는 또한 수사의 원-엘람기와도 동시대이다.
니네베 5기는 채색 토기로 특징지어지는 초기 니네베 5기(기원전 3000-2750년)와 새김 토기로 특징지어지는 후기 니네베 5기(기원전 2750-2500년)로 세분될 수 있다. 메소포타미아 남부에서는 전자는 ED I-II와 동시대이며, 후자는 ED II-IIIA와 일치한다.

니네베 5기와 관련된 양식들
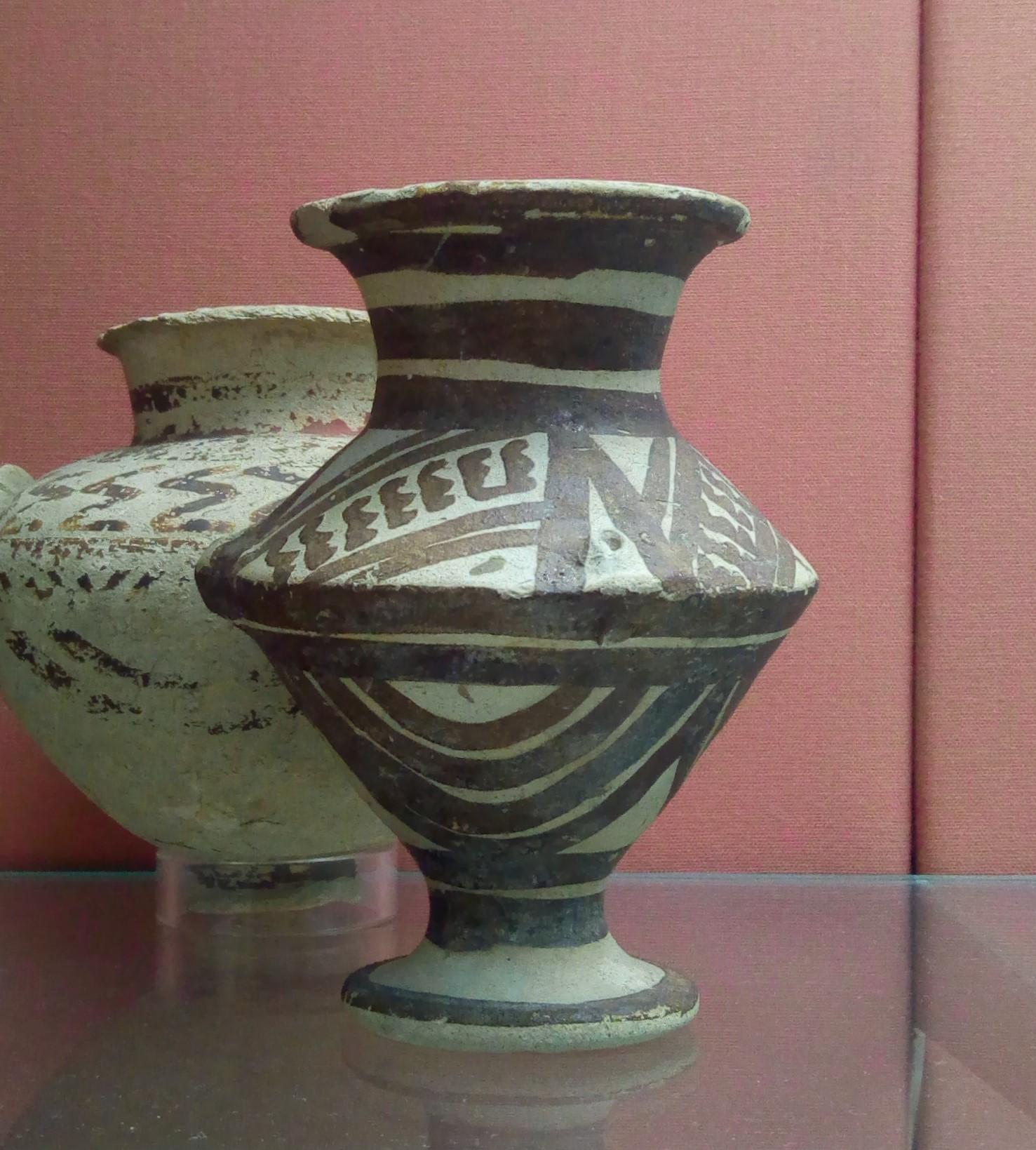
채색 항아리 – 니네베 5기
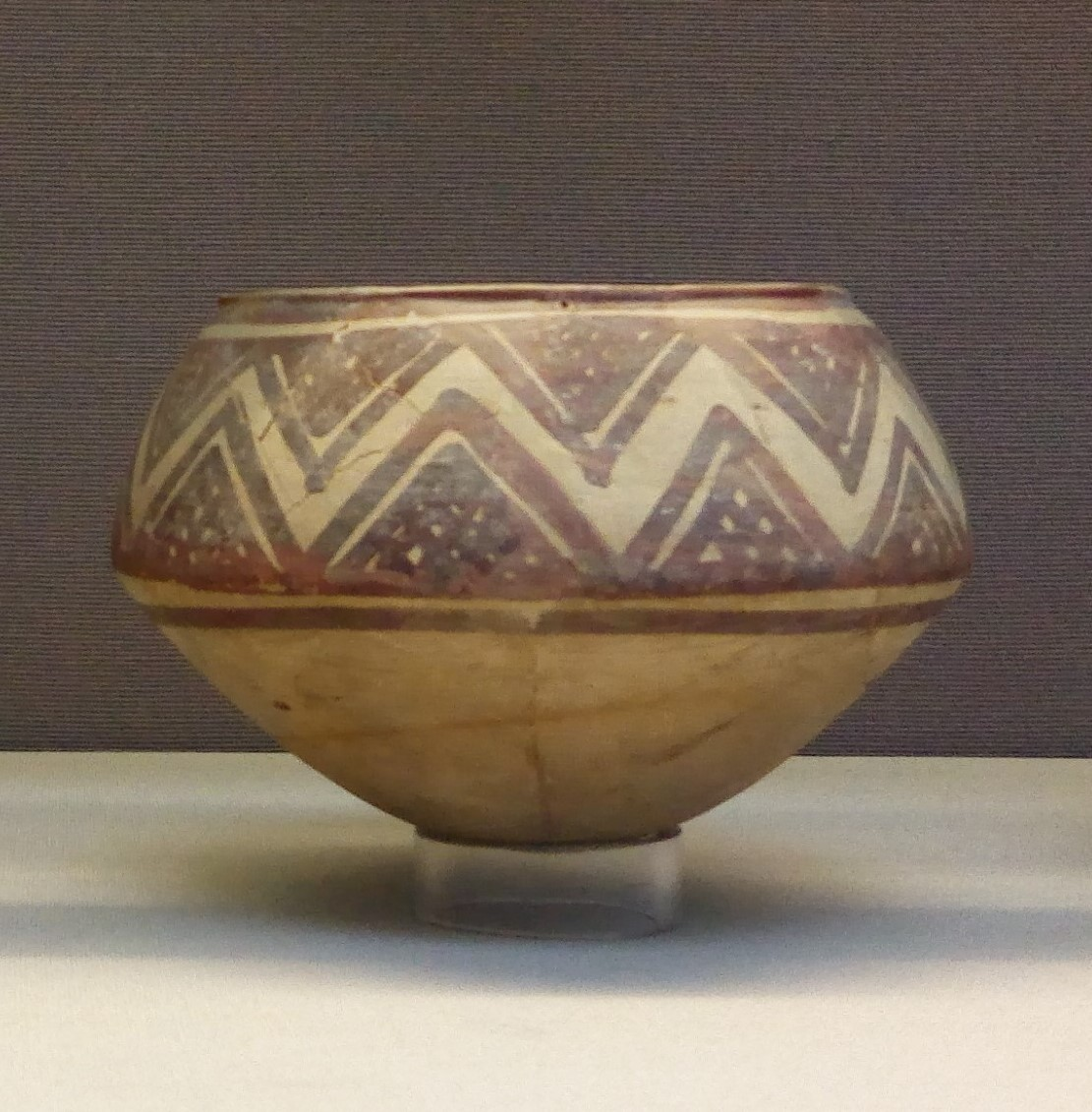
채색 그릇 – 우루크-니네베 5기 전환기
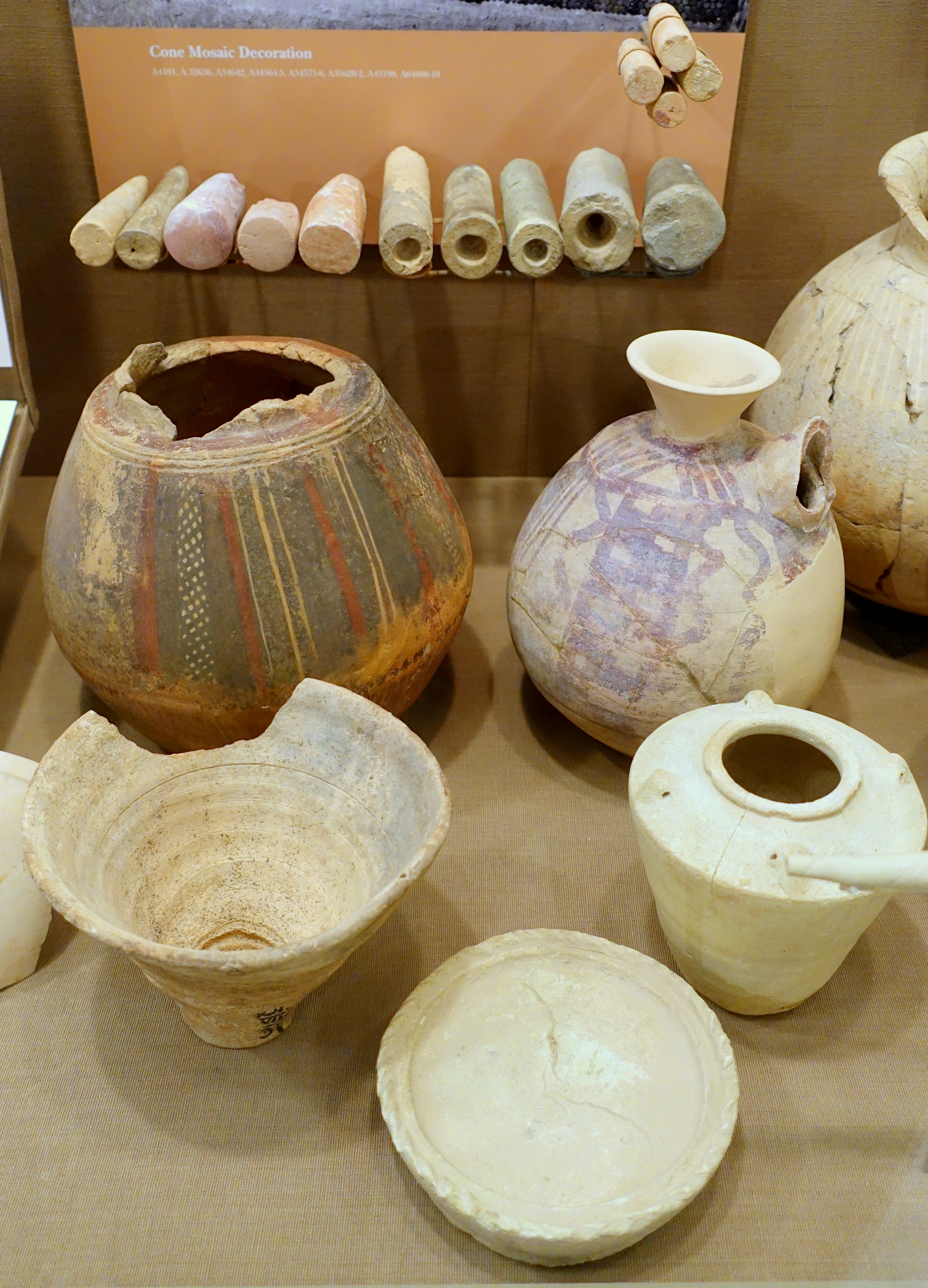
제므데트 나스르 토기
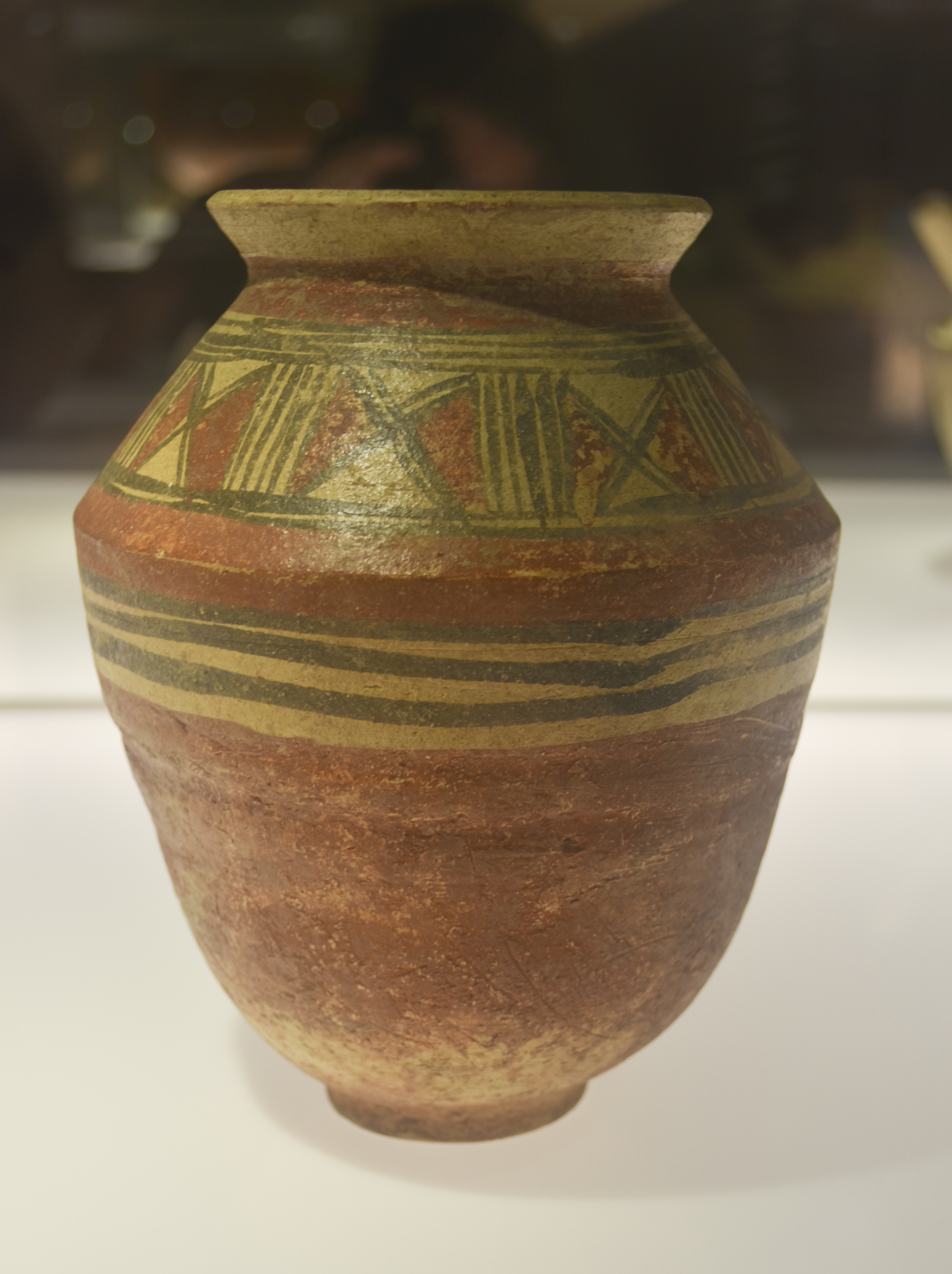
원-엘람 토기 기원전 3100년
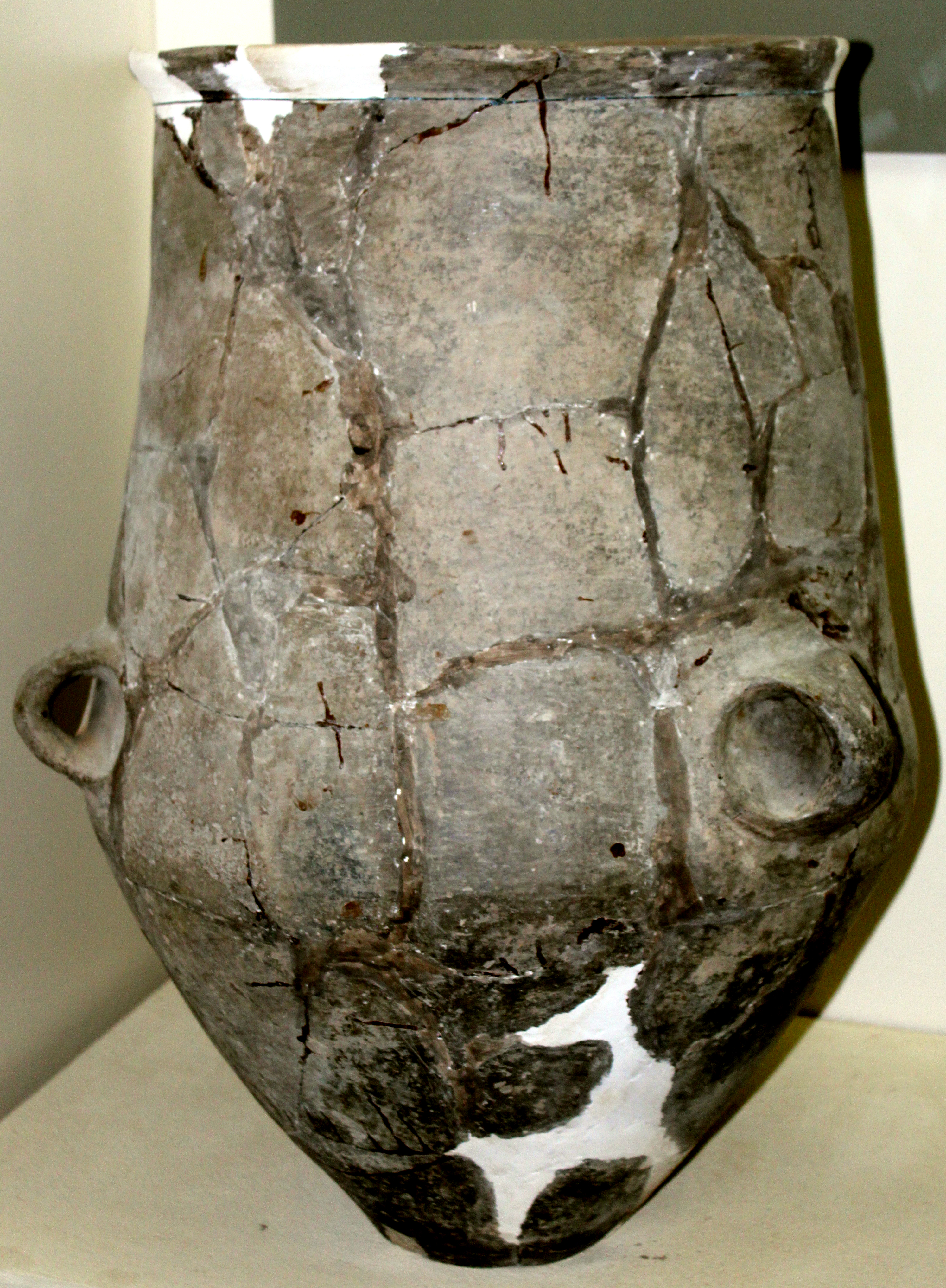
도자기 항아리, 테페야타기, 쿠다트 지구, 쿠라-아락세스 문화

#### 니네베 5기 이후
남부의 초기 왕조 III B와 동일한 전환기(기원전 2500-2350년).

#### 아카드 시대
이 시기에 니네베는 여전히 자치적인 도시국가였다. 니네베는 아카드 제국에 편입되었다. 초기 도시(및 그 이후의 건물들)는 단층 위에 건설되어 결과적으로 여러 지진으로 피해를 입었다. 그러한 사건 중 하나로 최초의 이슈타르 신전이 파괴되었는데, 이는 아카드 제국의 왕 마니시투슈(기원전 2270-2255년경)에 의해 기원전 2260년에 재건되었다.

### 중기 청동기 시대
기원전 2000년경 우르 제3왕조의 몰락 이후, 니네베는 부상하는 아시리아의 세력에 흡수되었다.

#### 고 아시리아 시대
역사적인 니네베는 기원전 1800년경 샴시-아다드 1세 (기원전 1809–1775년) 통치 기간 중 고 아시리아 시대에 이슈타르 숭배의 중심지로 언급되며, 이슈타르 숭배는 도시의 초기 중요성에 기여했다.

### 후기 청동기 시대

#### 미탄니 시대

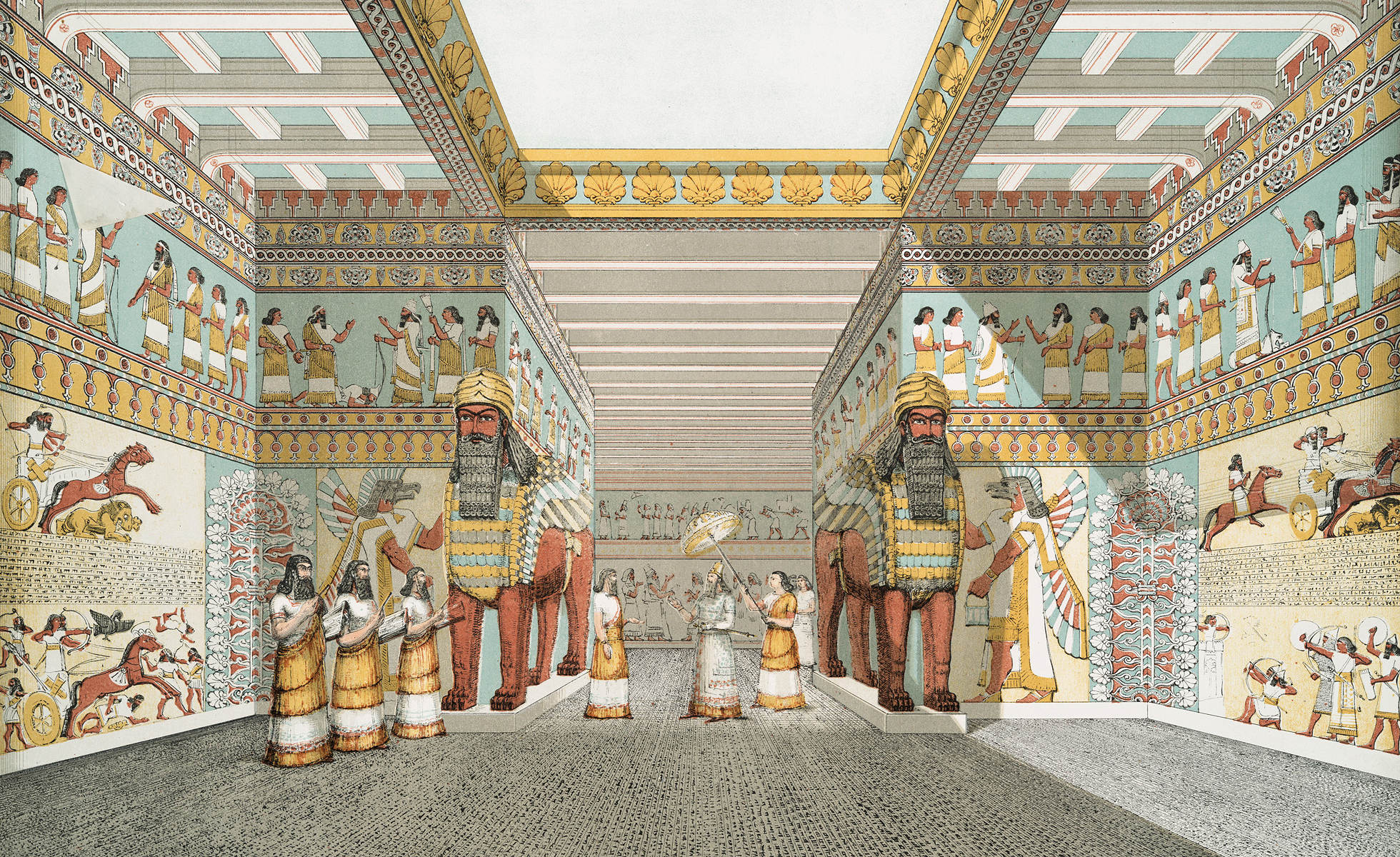
오스틴 헨리 레이어드의 1853년 저서 《니네베의 기념물》에 실린 아시리아 궁전 내부 홀의 삽화

기원전 14세기 미탄니 왕의 명령에 따라 여신의 조각상은 이집트의 아멘호테프 3세 파라오에게 보내졌다. 아시리아 도시 니네베는 기원전 14세기 초반까지 반세기 동안 미탄니의 속국 중 하나가 되었다.

#### 중기 아시리아 시대
아시리아의 왕 아슈르-우발리트는 미탄니 제국을 전복하고 중기 아시리아 제국 (기원전 1365–1050년)을 세우면서 기원전 1365년에 니네베를 되찾았다.
기원전 3세기 후반과 2천년기 동안 아시리아 군주들이 니네베에 광범위하게 건축 활동을 했다는 많은 증거가 있다. 이곳은 원래 "아시리아 지방 도시"였던 것으로 보인다. 이후의 군주들 중 그들의 비문이 높은 도시에서 발견된 인물로는 중기 아시리아 제국의 왕인 샬마네세르 1세 (기원전 1274-1245년)와 티그라트-필레세르 1세 (기원전 1114-1076년)가 있으며, 이들은 모두 아수르에서 활발한 건축가였다.

### 철기 시대

#### 신아시리아 시대
신아시리아 제국 시대, 특히 아슈르나시르팔 2세 (재위 기원전 883-859년) 이후로 상당한 건축 확장이 이루어졌다. 티그라트-필레세르 3세, 사르곤 2세, 센나케립, 에사르하돈, 아슈르바니팔과 같은 역대 군주들은 새로운 궁전과 더불어 신, 아슈르, 네르갈, 샤마쉬, 닌우르타, 이슈타르, 탐무즈, 니스록 및 나부 신전들을 유지하고 새로 세웠다.

#### 센나케립의 니네베 발전

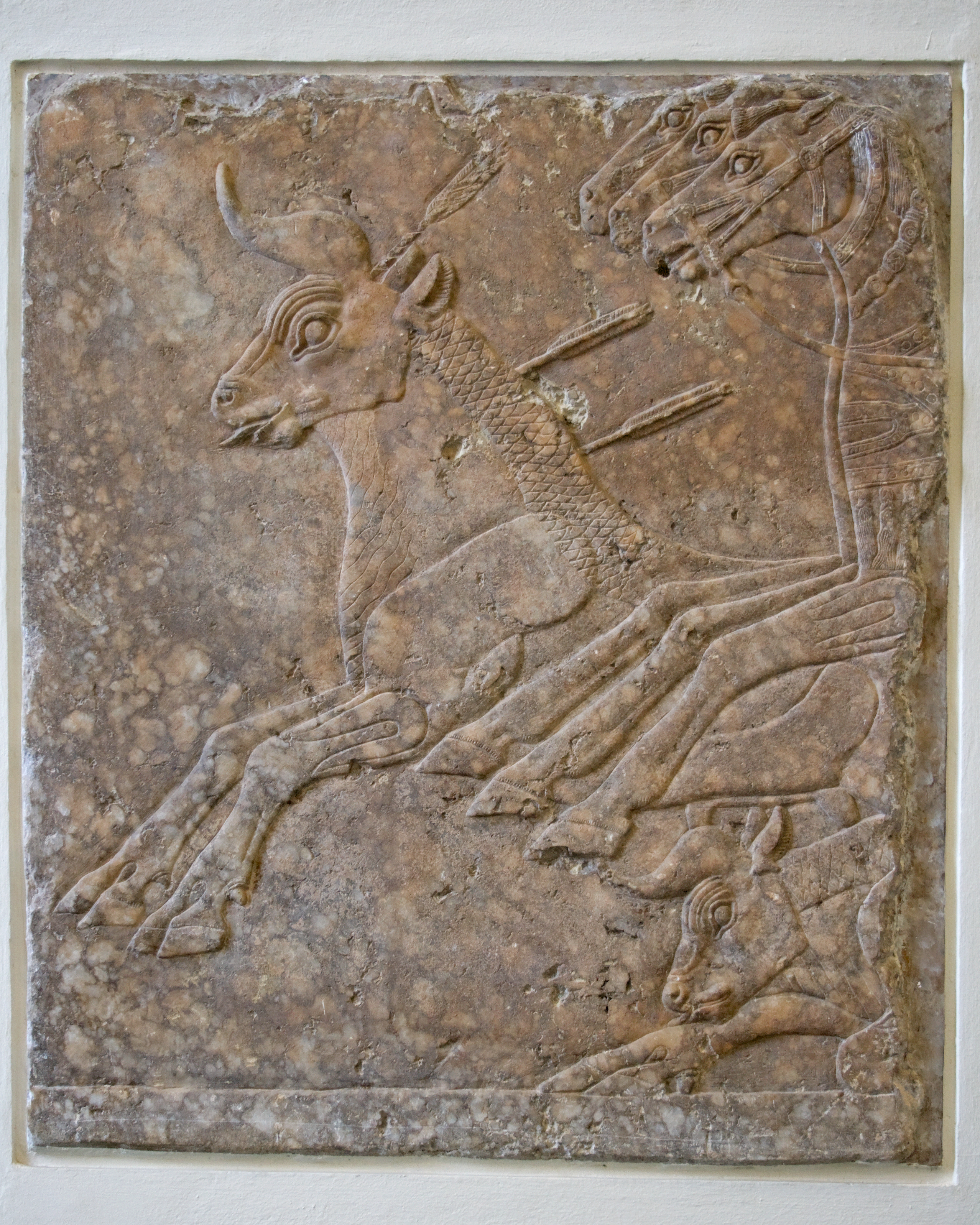
니네베에서 발굴된 정교한 황소 사냥 프리즈의 부조 단면, 알라바스터, 기원전 695년경 (페르가몬 박물관, 베를린)

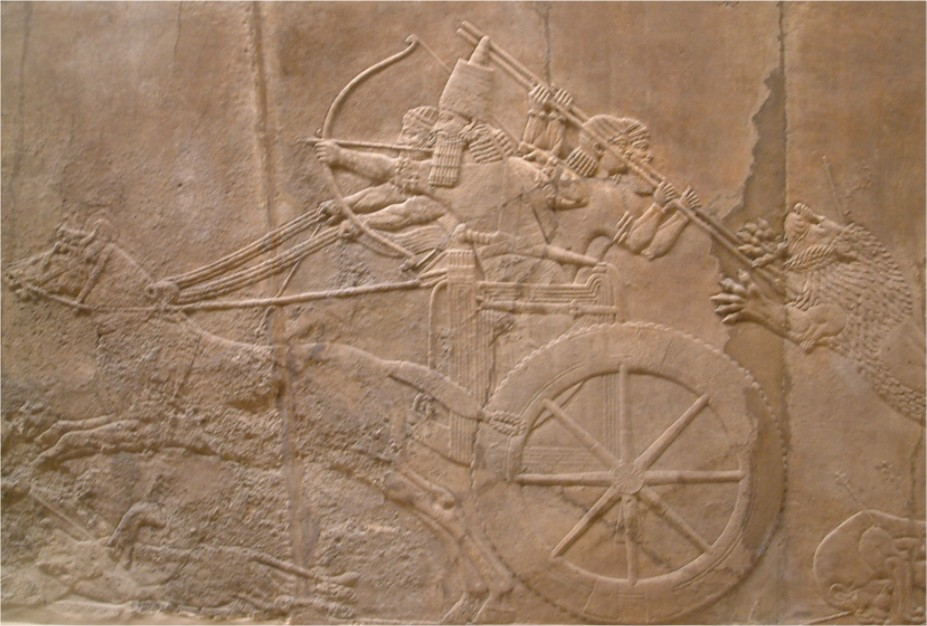
아슈르바니팔이 메소포타미아 사자를 사냥하는 부조, 니네베 북궁전에서 발견되었으며, 대영박물관 소장.

센나케립은 기원전 700년경 니네베를 진정으로 영향력 있는 도시로 만들었는데, 그는 새로운 거리와 광장을 조성하고 그 안에 남서 궁전, 즉 "비교할 수 없는 궁전"을 건설했다. 이 궁전의 평면은 대부분 복원되었으며 전체 크기는 약 503 x 242 m이다. 최소 80개의 방이 있었고, 그 중 많은 방이 조각으로 장식되어 있었다. 궁전에서 많은 쐐기 문자 점토판이 발견되었다. 견고한 기초는 석회암 블록과 진흙 벽돌로 만들어졌으며, 높이는 22 m였다. 총 기초는 대략 2680000 m3 의 벽돌(약 1억 6천만 개)로 이루어져 있다. 그 위에 진흙 벽돌로 된 벽은 추가로 20 m 높이였다.
주요 출입문 중 일부는 무게가 최대 30000 kg에 달하는 거대한 돌 라마수 문 기둥으로 장식되어 있었다. 이들은 인간의 머리를 가진 날개 달린 메소포타미아 사자 또는 황소였다. 이들은 발라타이 채석장에서 50 km 떨어진 곳에서 운반되었으며, 현장에 도착하면 빗면을 통해 20 m 높이로 들어 올려져야 했을 것으로 추정된다. 또한 아시리아 궁전 부조는 3000 m에 달하며, 조각상을 조각하고 바지선으로 운반하는 것을 포함한 모든 건설 단계를 기록한 그림 기록을 포함한다. 한 그림은 44명의 남자가 거대한 조각상을 견인하는 것을 보여준다. 조각은 세 명의 남자가 거상 위에 서서 작업을 지시하는 것을 보여준다. 조각상들이 목적지에 도착하면 최종 조각이 이루어졌다. 대부분의 조각상들은 9톤 ~ 27톤 사이의 무게를 가진다.
벽에 새겨진 석조 조각물에는 많은 전투 장면, 꿰뚫린 형상, 그리고 센나케립의 병사들이 전쟁 전리품을 그에게 과시하는 장면들이 포함되어 있다. 비문들은 그의 정복을 자랑했는데, 그는 바빌론에 대해 다음과 같이 썼다: "그 주민들, 젊은이와 노인들을 나는 아끼지 않았고, 그들의 시체로 도시의 거리를 가득 채웠다." 완전하고 특징적인 세트는 701년 라키시 포위로 이어진 전역을 보여주며, 이는 센나케립 통치 시대의 "가장 훌륭한" 작품으로, 현재 대영박물관에 소장되어 있다. 그는 나중에 라키시에서의 전투에 대해 다음과 같이 썼다: "그리고 내 멍에에 복종하지 않은 유다의 히즈키야... 나는 그를 새장 속의 새처럼 그의 왕도 예루살렘에 가두었다. 나는 그에게 대항하여 흙벽을 쌓았고, 그의 성문을 나서는 누구든지 그들의 범죄에 대한 대가를 치르게 했다. 내가 약탈했던 그의 도시들을 그의 땅에서 잘라냈다."
이 시기에 니네베는 약 7 제곱키로의 땅을 차지했고, 15개의 큰 문이 성벽을 뚫고 있었다. 정교한 18개의 운하 시스템은 언덕에서 니네베로 물을 가져왔고, 센나케립이 건설한 훌륭하게 건축된 수로의 여러 부분은 약 65 km 떨어진 제르완에서 발견되었다. 울타리 안의 지역에는 10만 명 이상(어쩌면 15만 명에 가까운)의 주민이 살았는데, 이는 당시 바빌론의 약 두 배에 달하는 수치로, 전 세계에서 가장 큰 정착지 중 하나였다.
옥스퍼드 대학교의 스테파니 달레이와 같은 일부 학자들은 센나케립이 자신의 궁전 옆에 건설한 정원과 관련 관개 시설이 원래의 바빌론의 공중 정원이라고 믿는다. 달레이의 주장은 베로수스에 의해 전해지는 공중 정원의 전통적인 위치에 대한 논박과 문학적, 고고학적 증거의 조합에 기반한다.

#### 아슈르바니팔 이후

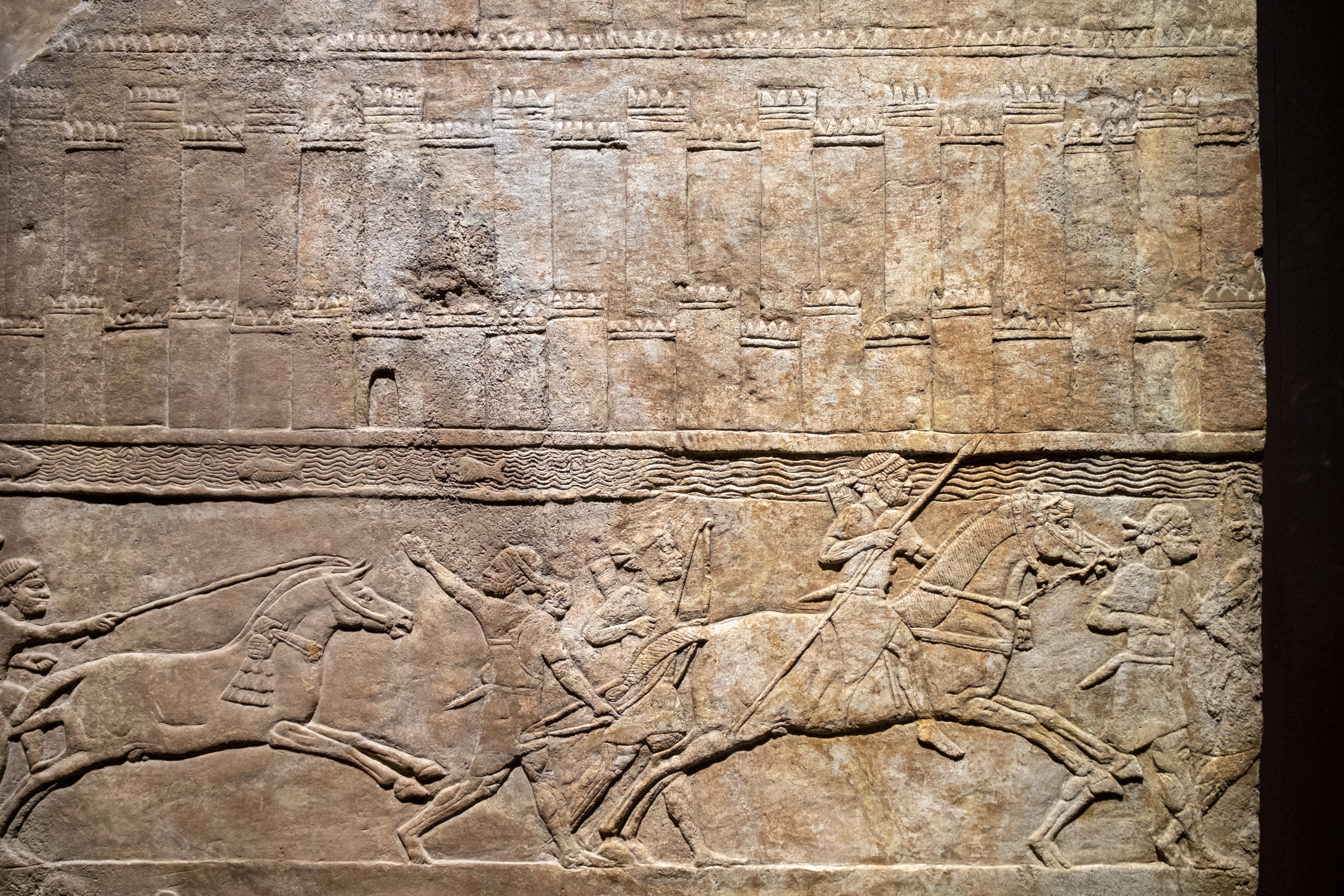
아슈르바니팔 시대의 니네베 성벽. 기원전 645-640년. 대영박물관 BM 124938.

니네베의 위대함은 짧았다. 기원전 627년경 마지막 위대한 왕 아슈르바니팔이 사망한 후, 신아시리아 제국은 왕위 계승을 둘러싼 혹독한 내전으로 붕괴되기 시작했고, 기원전 616년에는 아시리아가 옛 속국인 칼데아인, 바빌로니아인, 메디아인, 스키타이족의 공격을 받았다. 기원전 616년경 님루드는 약탈당했고, 연합군은 결국 니네베에 도달하여 격렬한 시가전 끝에 기원전 612년 도시를 포위하고 약탈한 후 완전히 파괴했다. 북쪽과 서쪽에 있는 마지막 아시리아 요새로 탈출하지 못한 도시 내의 대부분의 사람들은 학살되거나 도시 밖으로 추방되어 새로운 정착지를 건설했다. 유적지에서는 발굴자들이 수많은 매장되지 않은 해골을 발견했다. 아시리아 제국은 기원전 605년경에 끝났고, 메디아인과 바빌로니아인들이 그 식민지들을 서로 나누어 가졌다.
니네베가 기원전 612년에 메디아인의 지배를 받았는지 아니면 신바빌로니아 제국의 지배를 받았는지는 불분명하다. 바빌로니아의 니네베의 몰락에 관한 연대기는 니네베가 "언덕과 더미로 변했다"고 기록하지만, 이는 문학적 과장이다. 니네베의 완전한 파괴는 전통적으로 히브리어 에제키엘서와 크세노폰의 아나바시스(기원전 354년 사망)에 의해 확인된 것으로 여겨진다. 니네베에서 아카드어로 쓰인 후대 쐐기 문자 점토판은 없다. 비록 기원전 612년에 파괴되었지만, 도시는 완전히 버려진 것은 아니었다. 그러나 그리스 역사가 크테시아스와 헤로도토스 (기원전 400년경)에게 니네베는 과거의 유물이었고, 크세노폰이 기원전 4세기에 그곳을 지나갔을 때 그는 그곳을 버려진 곳으로 묘사했다.

### 후기 역사
니네베가 정착지로 계속 존재했음을 보여주는 가장 초기의 기록 증거는 아마도 기원전 539/538년의 키루스 원통일 수 있지만, 이 판독은 논란의 여지가 있다. 만약 니네베로 정확히 읽힌다면, 이는 키루스 2세가 니네베의 이슈타르 신전을 복원하고 재정착을 장려했을 가능성을 시사한다. 니네베에서 여러 엘람어 쐐기 문자 점토판이 발견되었다. 이들은 아마도 아시리아 멸망 이후 한 세기 동안 엘람이 부흥하던 시기의 것으로 추정된다. 기원전 793년에서 758년 사이에 작성되었을 가능성이 가장 높은 히브리어 요나서는 도시의 회개와 파괴를 막은 하나님의 자비를 기록하고 있다.
고고학적으로는 기원전 612년 이후 나부 신전의 보수 증거와 센나케립 궁전의 지속적인 사용 증거가 있다. 헬레니즘 시대의 혼합 종교 의식의 증거도 있다. 헤르메스의 조각상과 세비티 성소에 부착된 그리스 비문이 발견되었다. 서기 2세기 경으로 추정되는 헤라클레스 조각상도 발견되었다.
이 도시는 셀레우코스 제국 시대에 활발하게 재건되었다. 파르티아 제국 시대에 센나케립 궁전에서 더 많은 변화가 있었다는 증거가 있다. 파르티아인들은 또한 니네베에 동전을 주조하는 시립 조폐국을 설립했다. 타키투스에 따르면, 서기 50년에 로마의 지원을 받은 파르티아 왕위 주장자 메헤르다테스가 니네베를 점령했다.
후기 고대에는 니네베가 티그리스강 동쪽 강변으로 한정되었고, 서쪽 강변은 사람이 살지 않았다. 사산 제국 통치하에서 니네베는 행정 중심지가 아니었다. 서기 2세기에는 기독교인들이 존재했으며, 554년에는 동방교회의 주교구가 되었다. 호스로 2세 (591–628년)는 서쪽 강변에 요새를 건설했고, 두 개의 기독교 수도원이 570년과 595년경에 건설되었다. 이 성장하는 정착지는 초기 무슬림 정복 이후에야 모술로 불리게 되었다. 아마도 헤스나 에브라예(유대인의 요새)라고 불렸을 수도 있다.
627년, 이 도시는 동로마 제국과 사산 왕조 간의 니네베 전투의 현장이었다. 641년, 이 도시는 아랍인에게 정복당했으며, 아랍인들은 서쪽 강변에 모스크를 건설하고 이곳을 행정 중심지로 만들었다. 우마이야 왕조 통치하에서 모술은 니네베를 능가했으며, 니네베는 새로운 건축물이 거의 없는 기독교 교외 지역으로 축소되었다. 13세기경에는 니네베는 대부분 폐허가 되었고, 이후 모술에 흡수되었다. 한 교회가 예언자 요나의 이슬람 성지로 전환되어 2014년 이라크 레반트 이슬람국에 의해 파괴될 때까지 순례자들을 계속 끌어모았다. 오스만 시대 말기에는 아슈르바니팔의 북궁전의 돌쌓기 건축물이 티그리스강을 가로지르는 옛 다리의 교각을 만드는 데 채석되었다. 현대 도시 모술은 2016-17년 모술 탈환 작전과 같이 때때로 니네베라고 불리기도 한다.

## 성경 속 니네베
구약성경에서 니네베는 창세기 10장 11절에서 "아슈르가 그 땅에서 나와 니네베를 건설하였다."로 처음 언급된다. 일부 현대 영어 번역본들은 이 구절의 히브리어 "아슈르"를 한 사람이 아닌 "아시리아"라는 나라로 해석하여, 니네베의 설립자를 아슈르가 아닌 니므롯으로 본다. 월터 롤리 경의 니므롯이 니네베를 건설했다는 주장은 18세기 학자 새뮤얼 슈크포드에 의해 반박되었다. 사해 문서에서 발견된 15개의 희년서 문서의 발견은 그 이후, 쿰란의 유대인 교파에 따르면 창세기 10장 11절이 니네베를 아슈르에게 할당함을 확인시켜 주었다. 니네베를 아슈르에게 귀속시키는 것은 또한 그리스어 70인역, 킹 제임스 성경, 제네바 성경, 그리고 로마 역사가 플라비우스 요세푸스의 유대 고대사 (고대사, i, vi, 4)에서도 지지된다.

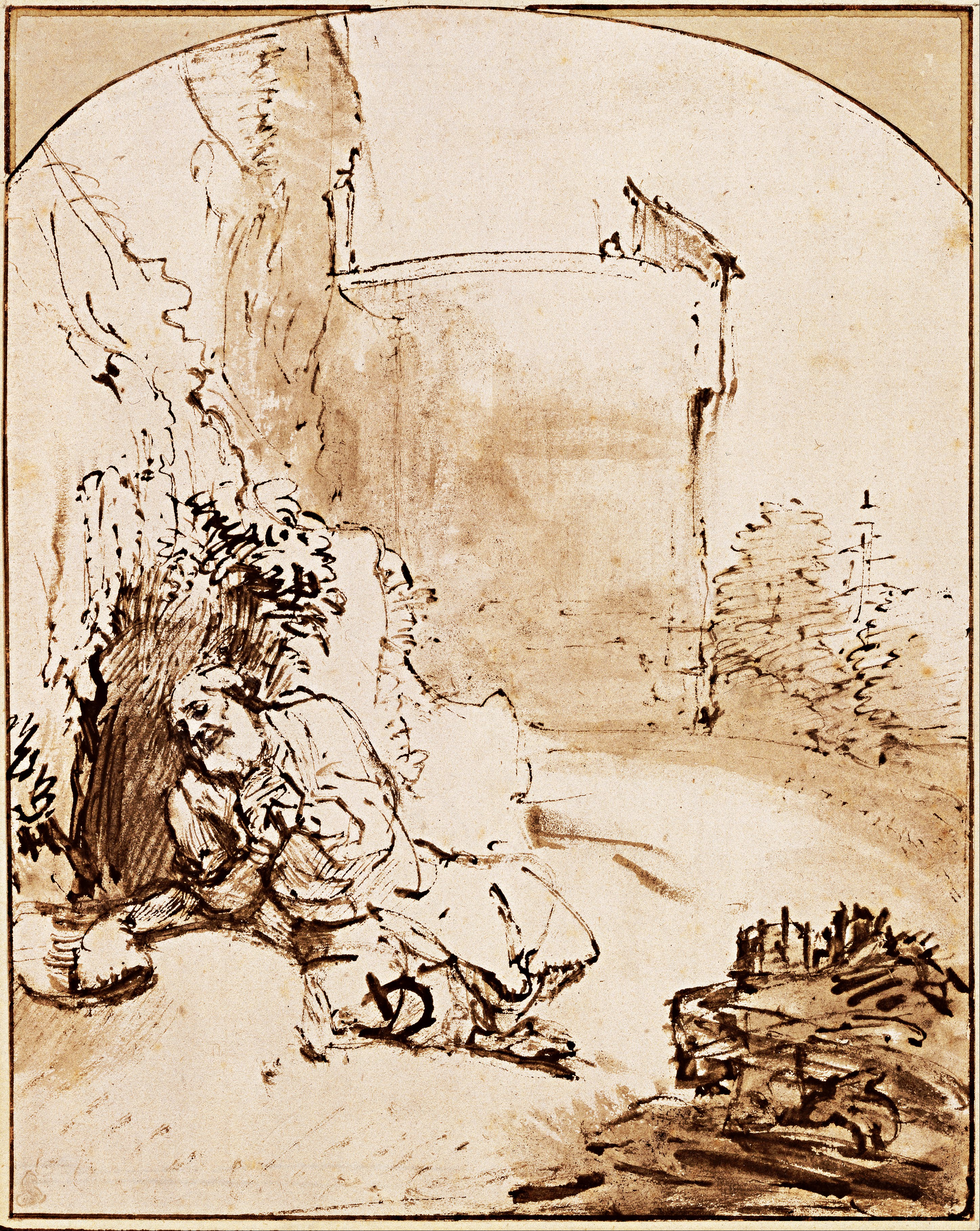
니네베 성벽 앞의 예언자 요나, 렘브란트의 그림, 기원전 1655년경

니네베는 아시리아 제국의 번성하는 수도였으며 성경의 히즈키야 왕(חִזְקִיָּהוּ) 재위 기간과 유다 예언자 이사야(히브리어: ישעיה)의 생애 동안 아시리아의 왕 센나케립의 본거지였다. 히브리어 성경에 기록된 바와 같이, 니네베는 또한 센나케립이 그의 두 아들의 손에 죽임을 당하고 그들이 속국 땅인 알르르트(우라르투)로 도망친 곳이기도 하다. 예언자 나훔의 책은 거의 전적으로 니네베에 대한 예언적 비난으로 채워져 있다. 니네베의 폐허와 완전한 황폐가 예언되어 있다. 니네베의 종말은 이상하고, 갑작스러웠으며, 비극적이었다. 성경에 따르면, 이는 아시리아의 교만에 대한 하나님의 심판이었다. 예언이 성취되어 하나님은 "그 장소를 완전히 멸망시켰다." 그것은 "황폐한 곳"이 되었다. 예언자 스바니야 또한 니네베의 파괴와 그 제국의 수도가 될 제국의 몰락을 예언한다. 니네베는 또한 토비트의 배경이기도 하다.
요나서는 아시리아 제국 시대를 배경으로 하며, 니네베를 "폭이 사흘 길이나 되는 심히 큰 성읍"으로 묘사하고, 당시 인구는 "십이만 명보다 더 많은" 것으로 기록되어 있다. 창세기 10장 11-12절은 "니네베, 르호봇, 님루드, 레센"의 네 도시를 나열하며, 레센 또는 갈라가 "큰 성읍"이라고 모호하게 언급한다. 쿠윤지크, 님루드, 카람레쉬, 두르샤루킨의 유적은 불규칙한 사변형의 네 모서리를 형성한다. "큰 성읍" 니네베의 유적은 일반적으로 이 네 유적지를 선으로 연결하여 형성되는 평행사변형 안에 포함된 전체 지역으로 간주된다. 요나서에 묘사된 니네베는 아마도 르호봇, 갈라, 레센의 주변 도시들을 포함한 더 큰 니네베를 지칭했을 것이다. 요나서는 니네베를 멸망당할 만한 악한 도시로 묘사한다. 하나님은 요나를 보내 니네베 사람들에게 임박한 파멸을 설교하게 했고, 그들은 금식하고 회개했다. 그 결과 하나님은 도시를 살려 주셨고, 요나가 이에 항의하자 하나님은 선악을 분별하지 못하는 백성("오른손과 왼손을 분별하지 못하는 자들")과 도시의 짐승들에게 자비를 베풀고 있다고 말씀하신다.
니네베의 회개와 악으로부터의 구원은 히브리어 성경(구약성경으로도 알려짐)에 나와 있으며, 신약성경과 쿠란에도 언급되어 있다. 오늘날까지 시리아 및 오리엔탈 정교회 교회들은 요나가 물고기 뱃속에서 보낸 사흘을 니네베 단식으로 기념한다. 일부 기독교인들은 이 절기 금식을 음식과 음료를 삼가고, 교회는 신자들에게 유제품, 생선 및 기타 육류를 삼가도록 권장한다.

## 고고학
니네베의 위치는 중세 내내 일부 사람들에게 알려져 있었다. 투델라의 벤야민은 1170년에 그곳을 방문했으며, 레겐스부르크의 페타키아는 곧이어 방문했다.
카르스텐 니부어는 1761년-1767년 덴마크 탐험 중 니네베의 위치를 기록했다. 니부어는 나중에 다음과 같이 썼다: "나는 강 근처에 와서야 내가 이렇게 주목할 만한 장소에 있다는 것을 알았다. 그들은 나에게 큰 언덕 위의 마을을 보여주었는데, 그들은 그것을 누니아라고 불렀고, 예언자 요나가 묻힌 모스크가 있었다. 이 지역의 또 다른 언덕은 칼라 누니아, 즉 니네베 성이라고 불린다. 그곳에는 코인스주그(Koindsjug)라는 마을이 있다."

### 발굴 역사
1842년, 모술 주재 프랑스 총영사 폴 에밀 보타는 강 건너편에 펼쳐진 거대한 언덕들을 조사하기 시작했다. 텔 쿠윤지크에서는 큰 성과를 거두지 못했지만, 그가 고용했던 현지인들은 20km 떨어진 코르사바드 언덕에서 건물 유적을 발견하고는 크게 놀랐다. 추가 탐사 결과, 이 건물은 사르곤 2세의 왕궁으로 밝혀졌으며, 많은 부조들이 발견되고 기록되었으나, 불에 손상되어 대부분 너무 깨지기 쉬워 옮길 수 없었다.

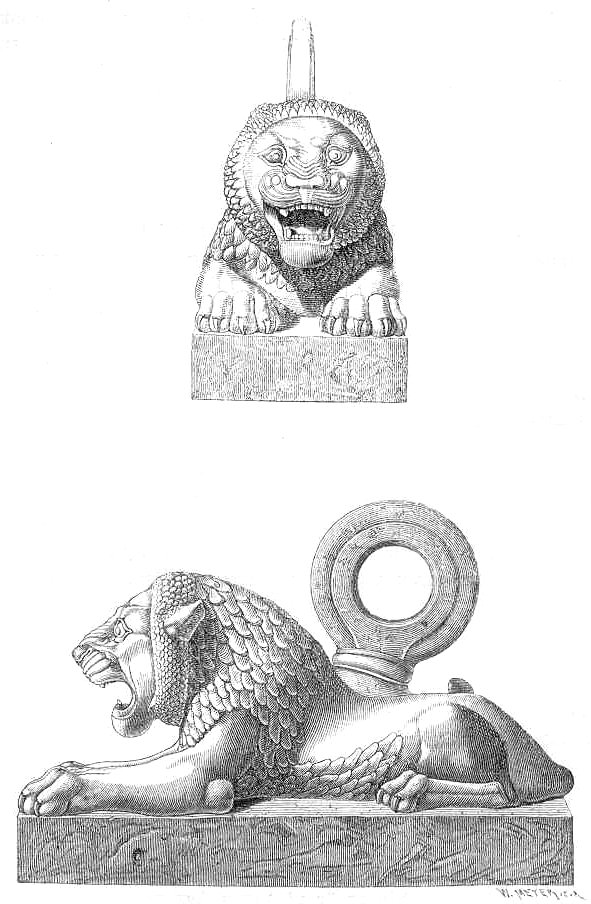
니네베 출토 청동 사자상

1847년 젊은 영국 외교관 오스틴 헨리 레이어드가 이 유적들을 탐사했다. 레이어드는 현대적인 고고학 방법을 사용하지 않았다. 그의 목표는 "가장 적은 시간과 비용으로 가장 많은 수의 잘 보존된 예술품을 확보하는 것"이었다. 1849년 쿠윤지크 언덕에서 레이어드는 71개의 방과 거대한 바스-릴리프가 있는 센나케립의 잃어버린 궁전을 재발견했다. 그는 또한 아슈르바니팔의 궁전과 22,000개의 쐐기 문자 점토판이 있는 유명한 도서관을 발굴했다. 레이어드의 자료 대부분은 대영박물관으로 보내졌지만, 다른 두 개의 큰 작품은 샬럿 게스트 여사에게 주어져 결국 메트로폴리탄 미술관으로 가게 되었다. 니네베 고고학 연구는 에사르하돈 (기원전 681-669년)과 아슈르바니팔 (기원전 669-626년)과 같은 왕들 아래에서 고대 아시리아의 부와 영광을 드러낸다.
발굴 작업은 호르무즈드 라삼 (아시리아인), 조지 스미스 등에 의해 계속되었으며, 아시리아 유물의 방대한 보물창고가 점진적으로 발굴되어 유럽 박물관으로 옮겨졌다. 궁전들이 계속해서 발견되었고, 그 장식과 조각된 석판들은 이 고대 민족의 삶과 풍습, 전쟁과 평화의 기술, 종교의 형태, 건축 양식, 그리고 군주들의 웅장함을 드러냈다.
쿠윤지크 언덕은 20세기 초 레너드 윌리엄 킹이 이끄는 대영박물관 고고학자들에 의해 다시 발굴되었다. 그들의 노력은 또 다른 쐐기 문자 도서관이 존재할 것으로 추정되었던 글쓰기 신 나부 신전 터에 집중되었다. 그러나 그러한 도서관은 전혀 발견되지 않았다. 아마도 후대 거주민들의 활동으로 파괴되었을 가능성이 높다.
발굴은 1927년 캠벨 톰슨의 지휘 아래 다시 시작되었다. 쿠윤지크 외부, 예를 들어 고대 니네베의 무기고였던 텔 네비 유누스 언덕이나 바깥 성벽을 따라 일부 작업이 수행되었다. 이곳, 성벽의 북서쪽 모서리 근처에서, 후기 건물의 포장 도로 너머에서 고고학자들은 센나케립, 에사르하돈, 아슈르바니팔의 왕실 연대기를 기록한 거의 300개의 프리즘 조각과 거의 완벽한 에사르하돈 프리즘을 발견했다.
제2차 세계 대전 이후, 몇몇 발굴 작업은 이라크 고고학자들에 의해 수행되었다. 1951년부터 1958년까지 모하메드 알리 무스타파가 이 지역에서 작업했다. 이 작업은 1967년부터 1971년까지 타리크 마들룸이 이어받았다. 1970년대 초반부터 1987년까지 만할 자부르가 추가 발굴을 진행했다. 대부분의 경우, 이 발굴들은 텔 네비 유누스에 초점을 맞추었다.
데이비드 스트로나흐 캘리포니아 대학교 버클리 교수이자 영국 고고학자, 아시리아학자는 1987년부터 1990년까지 이 유적지에서 일련의 조사와 발굴을 수행했으며, 여러 문과 현존하는 진흙 벽돌 벽, 그리고 포위 공격 시 도시에 물을 공급하는 시스템에 집중했다. 발굴 보고서는 진행 중이다.
이슬람국(IS)의 지배로부터 모술이 해방된 후, 하이델베르크 대학교의 피터 A. 미글루스는 2018년에 구조 프로젝트를 시작하여, 파괴된 예언자 요나 모스크 아래 텔 네비 유누스에 위치한 아시리아 군사 궁전의 침입적인 IS 터널을 탐사하고 기록했다. 2019년부터 고고학 발굴이 진행되고 있다. 이후, 슈테판 M. 마울이 이끌고 현재 하이델베르크 대학교의 애런 슈미트가 이끄는 광범위한 연구 프로젝트가 개발되어 니네베의 다른 지역에도 초점을 맞추고 있다. 텔 쿠윤지크에서는 2021년부터 남서 궁전의 왕좌실 날개에 있는 파괴된 부조들을 복구하고 복원하는 활동이 시작되었다. 북궁전 발굴은 2022년에 시작되었다. 2023년부터는 IS가 불도저로 밀어버린 네르갈 문에서도 작업이 진행되고 있다. 저지대에서는 주거 지역에 대한 미래 연구를 준비하기 위해 2021년과 2023년에 쿠윤지크 북쪽에서 지구물리학적 조사가 수행되었다.
볼로냐 대학교와 이라크 고대유물 및 유산관리청(SBAH)이 주관하고 니콜로 마르케티가 이끄는 이라크-이탈리아 고고학 탐사대가 2019년부터 2023년까지 5차례에 걸쳐 니네베 하층 도시의 발굴, 보존 및 대중 공개를 목표로 하는 프로젝트를 시작했다. 아다드 문(2016년 ISIL 파괴 잔해 수백 톤 제거 후 완전히 복원, 탐사 및 새 지붕으로 보호됨)부터 네비 유누스 시내 깊숙한 곳까지 19개 발굴 지역에서 작업이 진행되었다. 몇몇 지역에서는 두꺼운 후기 층위가 발견되었지만, 기원전 7세기 후반 층위는 모든 곳에서 도달되었다(실제로 센나케립 이전 하층 도시의 두 지역에서는 이미 11세기까지의 더 오래된 층위가 노출되었으며, 앞으로는 그곳의 첫 정착지를 탐사하는 것을 목표로 한다). 2023년 10월에는 이 유적지에 고고학 공원이 개장되었다.
2024년부터 시카고 대학교 ISAC의 팀 해리슨이 이끄는 탐사대가 볼로냐 대학교로부터 니네베 동부 하층 도시 조사를 인계받았다.

### 고고학적 유적

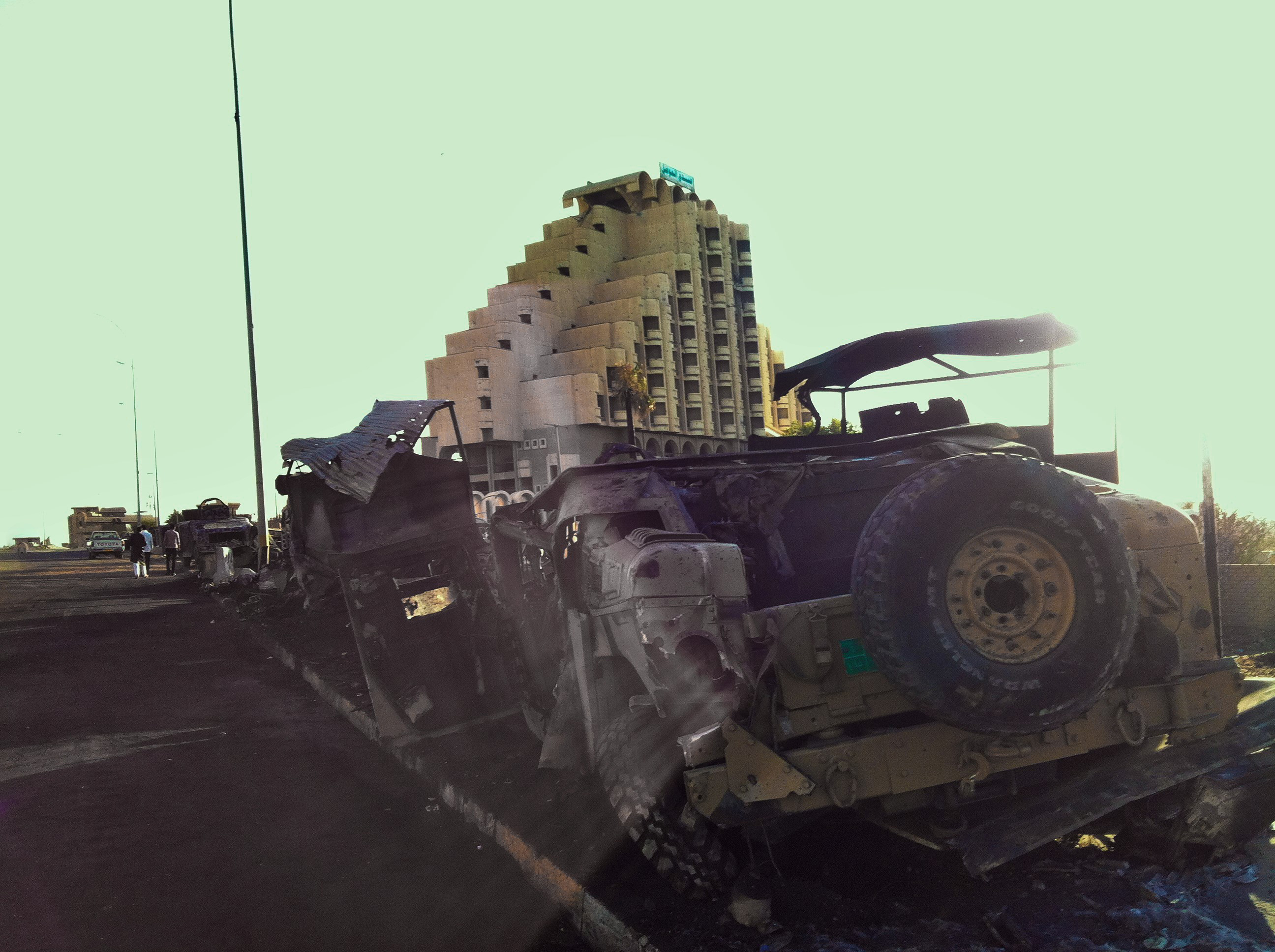
ISIL 공격 후 파괴된 험비

이 유적지는 두 개의 큰 언덕, 쿠윤지크 언덕과 "예언자 요나"를 뜻하는 나비 유누스 언덕, 그리고 (둘레가 약 12 km인) 성벽 유적으로 이루어져 있으며, 현대 건물들이 넓게 침범한 광대한 저지대를 포함한다. 쿠윤지크의 신아시리아 시대 지층은 광범위하게 탐사되었다. 다른 언덕인 나비 유누스는 그곳에 그 예언자에게 헌정된 아랍 이슬람 성지가 있었기 때문에 그렇게 광범위하게 탐사되지는 않았다. 2014년 7월 24일, 이라크 레반트 이슬람국은 "비이슬람적"으로 간주되는 종교 성소를 파괴하는 캠페인의 일환으로 그 성지를 파괴했으며, 또한 터널링을 통해 그 유적을 약탈하기도 했다.
쿠윤지크 언덕 유적은 고대 도시 주변 평원보다 약 20m 높이 솟아 있다. 폭은 넓어서 약 800 x 500 m에 이른다. 상층부는 광범위하게 발굴되었으며, 여러 신아시리아 궁전과 신전이 그곳에서 발견되었다. 막스 말로완의 심층 탐사 결과 기원전 6천년기 초부터 거주 흔적이 발견되었다. 오늘날, 마모된 구덩이와 흙더미 외에는 이러한 오래된 발굴의 흔적이 거의 남아 있지 않다. 1990년에는 센나케립 궁전의 입구 안뜰과 처음 몇 개의 방만이 눈에 띄는 아시리아 유적이었다. 그 이후로 궁전 방들은 약탈자들에 의해 심각한 피해를 입었고, 보호 지붕도 제거되었다. 1990년에 궁전 방에 있던 부조 조각 일부는 1996년까지 골동품 시장에서 발견되었다. 2003년에 촬영된 방 사진들은 그곳에 있던 많은 훌륭한 부조 조각들이 잔해 더미로 변했으며, 보존 노력이 이어졌음을 보여준다. 2016년 센나케립의 왕좌실은 다에시(Daesh)에 의해 불도저로 밀려났고, 조각된 파편들은 2022년까지 노출된 채 남아 있었다.

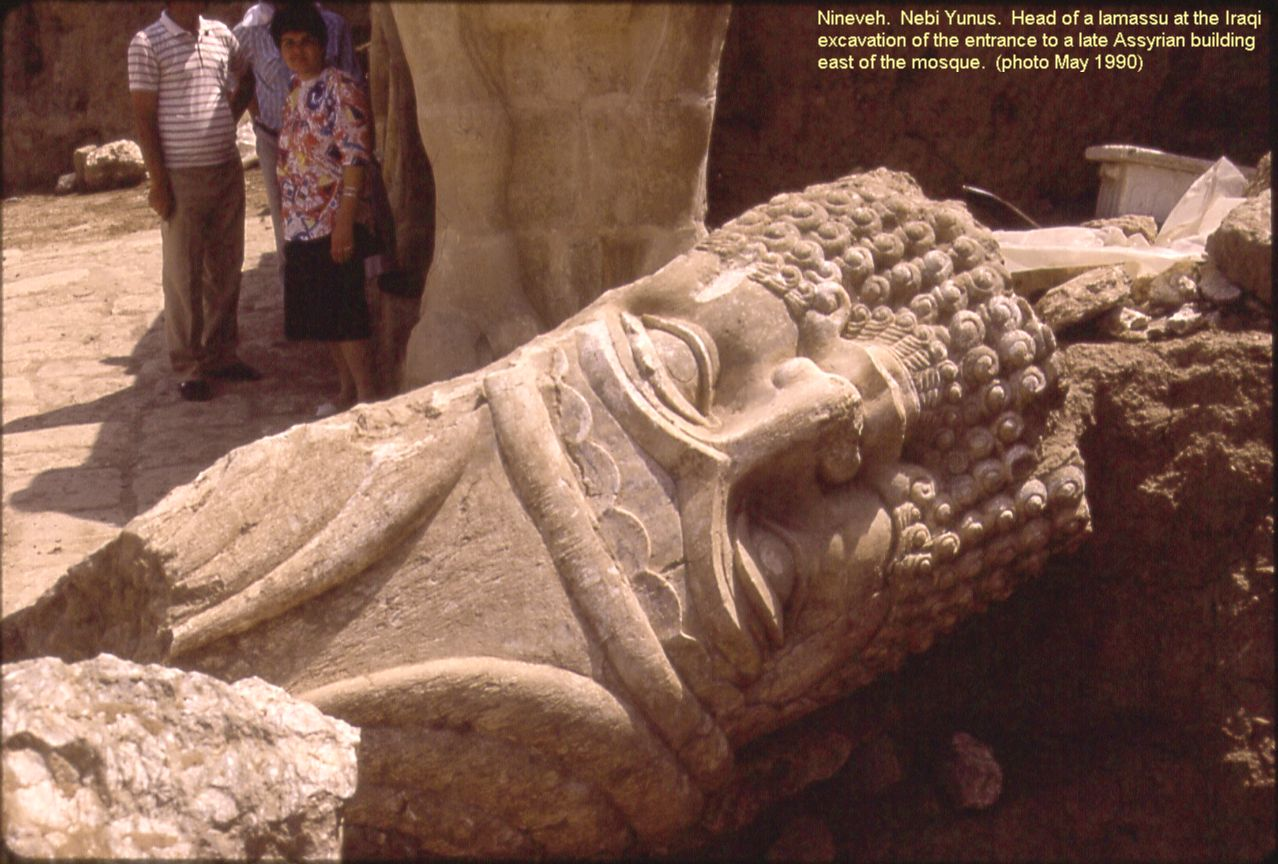
이라크 고고학자들이 텔 네비 유누스에서 발굴한 날개 달린 황소 머리

텔 네비 유누스는 쿠윤지크 남쪽 약 1 km 지점에 위치한 니네베의 제2 유적 언덕이다. 센나케립의 문서들을 기반으로, 이 유적지는 전통적으로 니네베의 "무기고"로 알려져 왔으며, 1954년 이라크인들에 의해 발굴된 문과 포장 도로들은 "무기고" 단지의 일부로 간주되었다. 1990년 발굴에서는 여러 개의 큰 비문이 새겨진 직사각형 석재와 "황소-인간" 조각상으로 이루어진 기념비적인 입구가 드러났는데, 일부는 아직 미완성인 것으로 보였다. 모술 해방 후, 2018년에 텔 네비 유누스 아래 터널들이 탐사되었고, 그 안에서 3000년 전의 궁전이 발견되었는데, 여기에는 한 줄의 여성들을 보여주는 한 쌍의 부조와 라마수의 부조들이 포함되어 있었다.

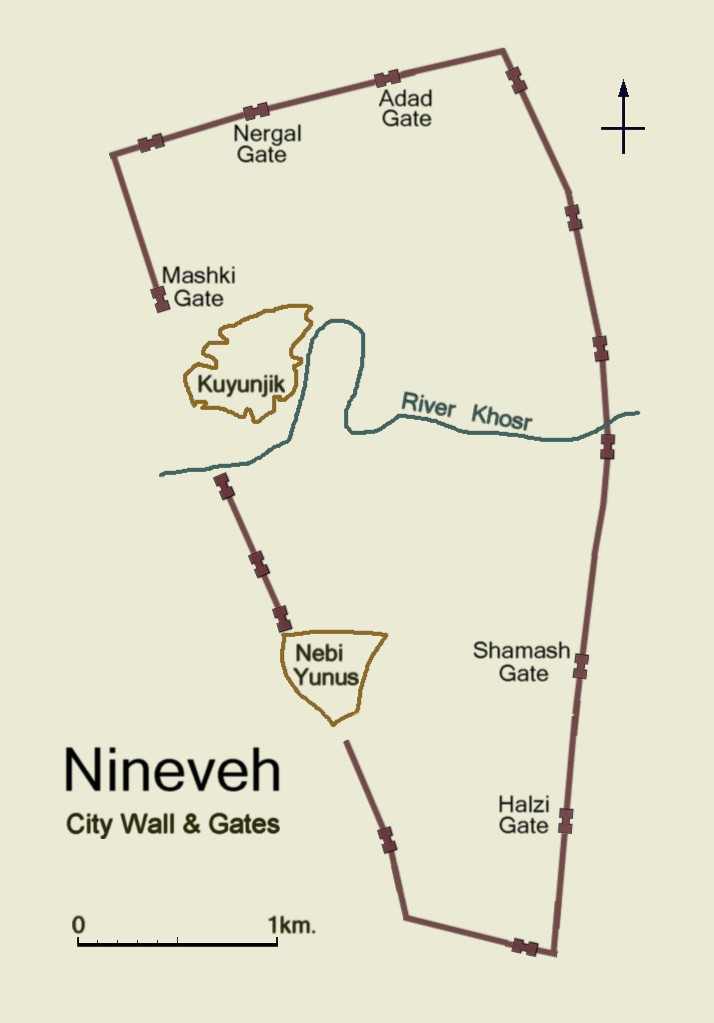
고대 니네베의 간략한 지도 (성벽과 문 위치 표시)

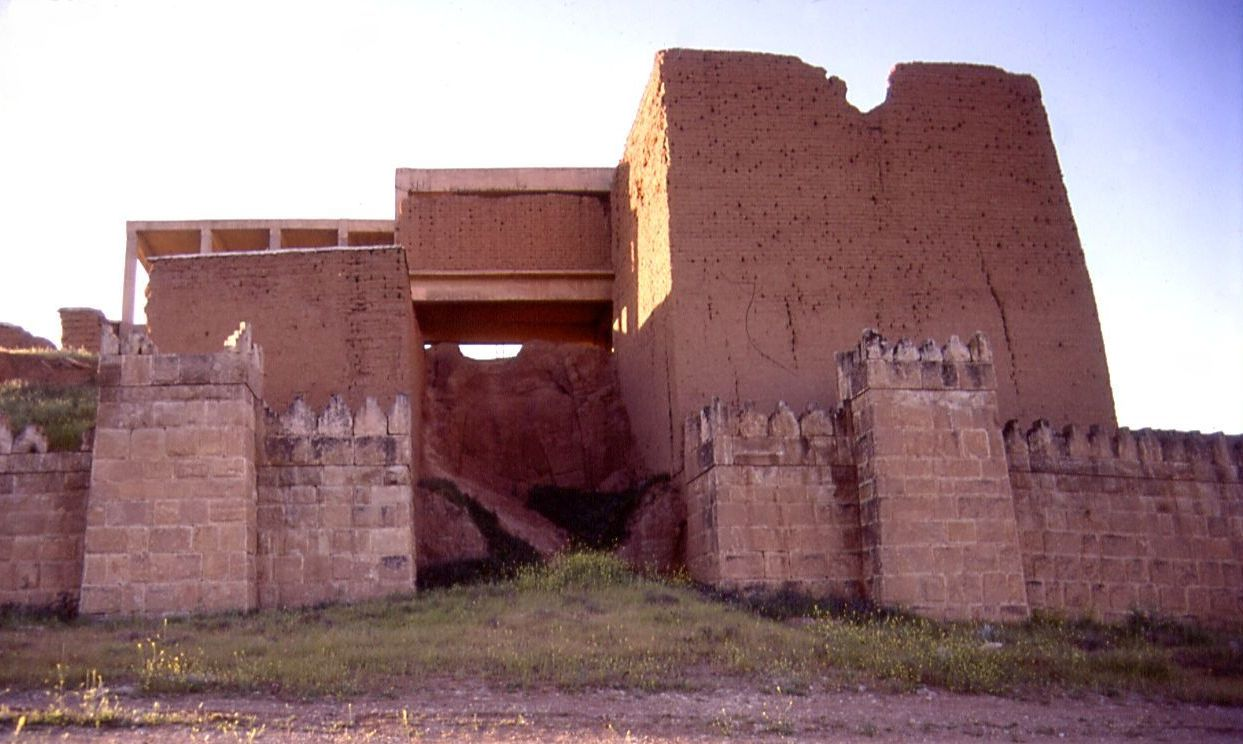
2016년 4월 IS에 의해 파괴되기 전 복원된 아다드 문의 사진

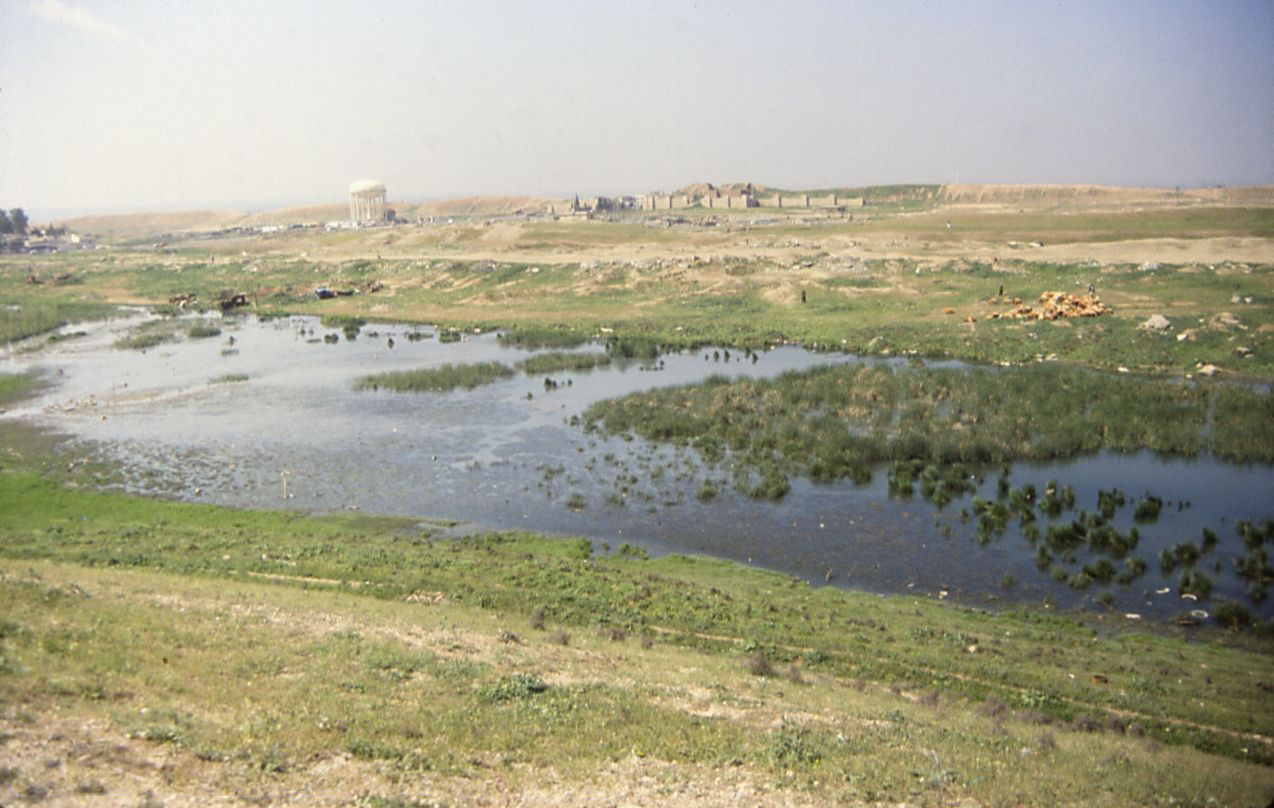
동쪽 성벽과 샤마쉬 문

니네베 유적은 기원전 700년경의 거대한 돌과 진흙 벽돌 성벽의 잔해로 둘러싸여 있다. 길이는 약 12km에 달하며, 성벽 시스템은 높이 약 6 m의 애슐러 돌 옹벽 위에 높이 약 10 m, 두께 약 15 m의 진흙 벽돌 벽이 놓여 있었다. 돌 옹벽에는 약 18 m 간격으로 돌 탑들이 돌출되어 있었다. 돌 벽과 탑 위에는 세 단으로 된 메를론이 얹혀 있었다.
6개의 성문이 고고학자들에 의해 어느 정도 탐사되었다(유적지 북서쪽 끝에 있는 신 문으로 추정되는 곳 외에):
- 마시키 문(Masqi Gate, 아랍어: بوابة مسقي, سقَى saqā, "음료를 주다, 물을 주다, 관개하다"의 수동 분사에서 유래)[85]은 아마도 현재 약 1.5 km 서쪽으로 흐르는 티그리스강에서 가축에게 물을 먹이는 데 사용되었을 것이다. 이는 요새화된 진흙 벽돌로 아치형 통로의 꼭대기 높이까지 재건되었다. 원래 아시리아 문은 회반죽이 칠해지고 장식되었을 수도 있다. IS 점령 기간 동안 네르갈 문과 아다드 문과 함께 불도저로 밀어졌다.[84] 복원 프로젝트 중 2022년에 센나케립 시대의 손상된 알라바스터 조각 7개가 문에서 발견되었다.[86]
- 네르갈 문: 신 네르갈의 이름을 따서 명명되었으며, 날개 달린 황소 인간(라마수) 석상으로 장식된 유일한 문으로, 어떤 의식적 목적으로 사용되었을 수 있다.[87]:30 이 문은 19세기 중반 레이어드에 의해 발굴되고 20세기 중반에 재건되었으므로 재건은 추측에 불과하다. 이 문에 있는 라마수는 IS군에 의해 착암기로 훼손되었고 문은 완전히 파괴되었다.[88]
- 아다드 문: 신 아다드의 이름을 따서 명명되었다. 1960년대 후반 이라크인들에 의해 지붕 공사가 시작되었으나 완료되지 않았다. 그 결과 콘크리트와 침식된 진흙 벽돌이 혼합된 형태가 되었지만, 그럼에도 원래 구조에 대한 어느 정도의 아이디어를 제공한다. 발굴자는 일부 특징을 발굴하지 않은 채 남겨두어 원래 아시리아 건축물을 볼 수 있도록 했다. 외부 아치형 통로의 원래 벽돌 세공과 상층부로 이어지는 아치형 계단 입구가 잘 노출되었다. 니네베의 마지막 수비수들의 행동은 통로를 2 ~ 4 m로 좁힌 급조된 진흙 벽돌 건축에서 볼 수 있었다. 2016년 4월 13일경 IS는 불도저로 문과 인접한 벽을 평탄화하여 파괴했다.[89][84] 이라크-이탈리아 탐사대에 의해 2019년에서 2023년 사이에 (7m 깊이의 계단 우물을 포함하여) 재발굴, 보존 및 대중에게 공개되었다.
- 샤마쉬 문: 태양신 샤마쉬의 이름을 따서 명명되었으며, 아르빌로 가는 길로 통한다. 19세기 레이어드에 의해 발굴되었다. 돌 옹벽과 진흙 벽돌 구조물의 일부는 1960년대에 재건되었다. 진흙 벽돌 재건은 상당히 노후되었다. 돌 벽은 주 벽선에서 약 20 m돌출되어 있으며 폭은 약 70 m이다. 이처럼 현저하게 돌출된 유일한 문이다. 그 유적 더미는 주변 지형보다 높이 솟아 있다. 그 크기와 디자인은 신아시리아 시대에 가장 중요한 문이었음을 시사한다. 현재 시카고 대학교 탐사대에 의해 발굴 중이다.
- 할지 문: 동쪽 성벽의 남쪽 끝 근처. 1989-1990년 캘리포니아 대학교 버클리 탐사대와 2022년과 2023년 이라크-이탈리아 탐사대에 의해 탐사 발굴이 이루어졌다. 샤마쉬 문만큼 두드러지지는 않지만, 성벽이 바깥쪽으로 돌출되어 있다. 아다드 문과 마찬가지로 입구 통로는 진흙 벽돌로 약 2 m로 좁혀졌다. 니네베 최후의 전투에서 나온 인골이 통로에서 발견되었다.[90] 동쪽 벽에 위치하며, 고대 니네베의 모든 남아있는 문 중 가장 남쪽에 있고 가장 크다.[85]
- 2021년 샤마쉬 문 북쪽, 코스르 강 남쪽(이라크-이탈리아 탐사대에 의해 N으로 표시된 지역)에서 새로운 문이 발견되었으며, 그 옆에는 31m 두께의 도시 성벽 아래 42m 길이의 웅장한 수로 터널(2020년과 2021년에 발굴된 G 지역)이 있다.

## 유적지에 대한 위협
니네베 유적지는 적절한 보호 지붕의 부족, 기물 파손, 그리고 방 바닥에 파고든 약탈 구덩이로 인해 부조가 부식되는 위험에 처해 있다. 미래 보존은 도시 외곽이 확장되면서 유적지가 가까워져 더욱 위협받고 있다.
노후화된 모술 댐은 니네베와 모술 시 모두에 끊임없는 위협이다. 이는 부분적으로 수년간의 방치(2006년 미국 육군 공병대는 이 댐을 세계에서 가장 위험한 댐으로 지적했다), 1980년대에 댐 붕괴 시 홍수 방지를 위한 두 번째 댐 프로젝트의 취소, 그리고 2014년 ISIL의 점령으로 인한 직원 대피와 장비 절도 때문이다. 댐이 붕괴되면 전체 유적지가 45피트(14m)까지 물에 잠길 수 있다.
2010년 10월, 글로벌 헤리티지 펀드는 '사라져가는 유산 지키기'라는 보고서에서 니네베를 되돌릴 수 없는 파괴와 손실 "위기"에 처한 12개 유적지 중 하나로 선정하며, 주요 원인으로 불충분한 관리, 개발 압력, 약탈을 꼽았다.
니네베에 대한 주요 위협은 2014년에서 2017년 사이에 이 지역을 점령했던 ISIL 또는 다에시(Daesh)에 의한 고의적인 인위적 행동이었다. 2015년 초, 그들은 이라크군이 도시를 해방하려 한다면 니네베의 성벽을 파괴할 의사를 처음으로 발표했으며, 유물 파괴와 고고학 유산 파괴를 위협하기도 했다. 2015년 2월 26일, 비디오 영상은 IS가 모술 박물관에서 동상과 유물을 부수는 장면을 보여준다. 그들은 다른 유물들을 약탈하여 해외로 팔아넘긴 것으로 추정된다. 파괴된 물품들은 대부분 아시리아 전시품으로, 다에시는 이를 신성모독적이고 우상숭배적이라고 선언했다. 2014년 모술 함락 이전에 보안상의 이유로 총 1,900점 중 1,600점은 이라크 국립박물관으로 옮겨졌고, 300점만이 박물관에 남아 있었다. 판매되거나 파괴된 유물 중 일부는 니네베 출신이었다. 박물관 유물이 파괴된 지 불과 며칠 만에 다에시 테러리스트들은 다른 주요 유네스코 세계문화유산인 코르사바드, 님루드, 하트라의 일부를 파괴했다. 2016년 다에시는 아다드 문(인접한 북부 성벽과 함께, 현재 카플란 재단의 지원으로 이라크-이탈리아 탐사대에 의해 치워짐)과 마시키 문(동부 요새와 함께, 마시키 문은 현재 복원 중)을 효과적으로 파괴했다. 다에시는 또한 쿠윤지크 지역에 집중적인 신규 주택 건설을 요구하고 유적지 남부 지역에 큰 도로(현재 알 아사디 도로로 알려짐)를 개설했다.
문화 유산 파괴 후 2014년부터 2019년까지, 고고학자들은 위성 기반 원격탐사를 사용하여 니네베의 민감한 고고학적 맥락에 가해진 손상과 파괴를 기록, 평가 및 모니터링하기 위한 국제적인 노력을 시작했다. 그 결과, 몇몇 주목할 만한 고의적 기물 파손 행위 외에도, 건설과 쓰레기 투기로 인한 훨씬 더 광범위한 손상이 유적지의 상당 부분을 차지하고 있다는 사실이 밝혀졌다.
이라크-이탈리아 탐사대의 활동 덕분에 2023년부터 쿠윤지크에 고고학 공원이 문을 열었다. 관광객들은 아다드 문을 통해 입장하여 2021년에 쐐기 문자 도서관이 발견된 작은 신아시리아 궁전을 방문하고, 그 후 VW 재단의 지원을 받는 칼람 진흙 벽돌 정보 센터에서 휴식을 취할 수 있다. 그러나 이 유적지는 여전히 잔해 투기, 불법 정착지, 경제 활동(전기 불법 발전기, 파이프 회사 등)과 같은 주요 위협에 직면해 있다.
2024년부터 시카고 대학교의 ISAC 소속 팀 해리슨이 이끄는 탐사대가 볼로냐 대학교로부터 니네베 동부 하층 도시 조사를 이어받았다.

## 니네베 사람들의 기도 (니네베의 소원)
아시리아인들 중 동방 고대교회, 칼데아 가톨릭교회, 시리아 가톨릭교회, 시리아 정교회, 아시리아 동방교회, 그리고 시리아-말라바르 가톨릭교회의 성 토마스 기독교인들은 바우타 드-닌웨(Ba'uta d-Ninwe, ܒܥܘܬܐ ܕܢܝܢܘܐ)라는 금식을 지키는데, 이는 니네베의 기도를 의미한다. 콥트인과 에티오피아 테와히도 정교회 또한 이 금식을 유지한다.

## 대중문화에서
영국의 낭만주의 시인 에드윈 애더스턴은 니네베의 몰락이라는 서사시를 썼다. 이 작품은 아시리아 제국의 지배를 받던 모든 나라들이 사르다나팔루스 왕에 대항하여 봉기하는 이야기를 담고 있다. 그는 백 명의 전쟁 포로를 처형한 끔찍한 범죄자이다. 오랜 투쟁 끝에 도시는 아르바케스 왕자와 벨레시스 사제가 이끄는 메디아와 바빌론 군대에 의해 정복된다. 왕은 자신의 궁전에 불을 지르고 모든 후궁들과 함께 그 안에서 죽는다.

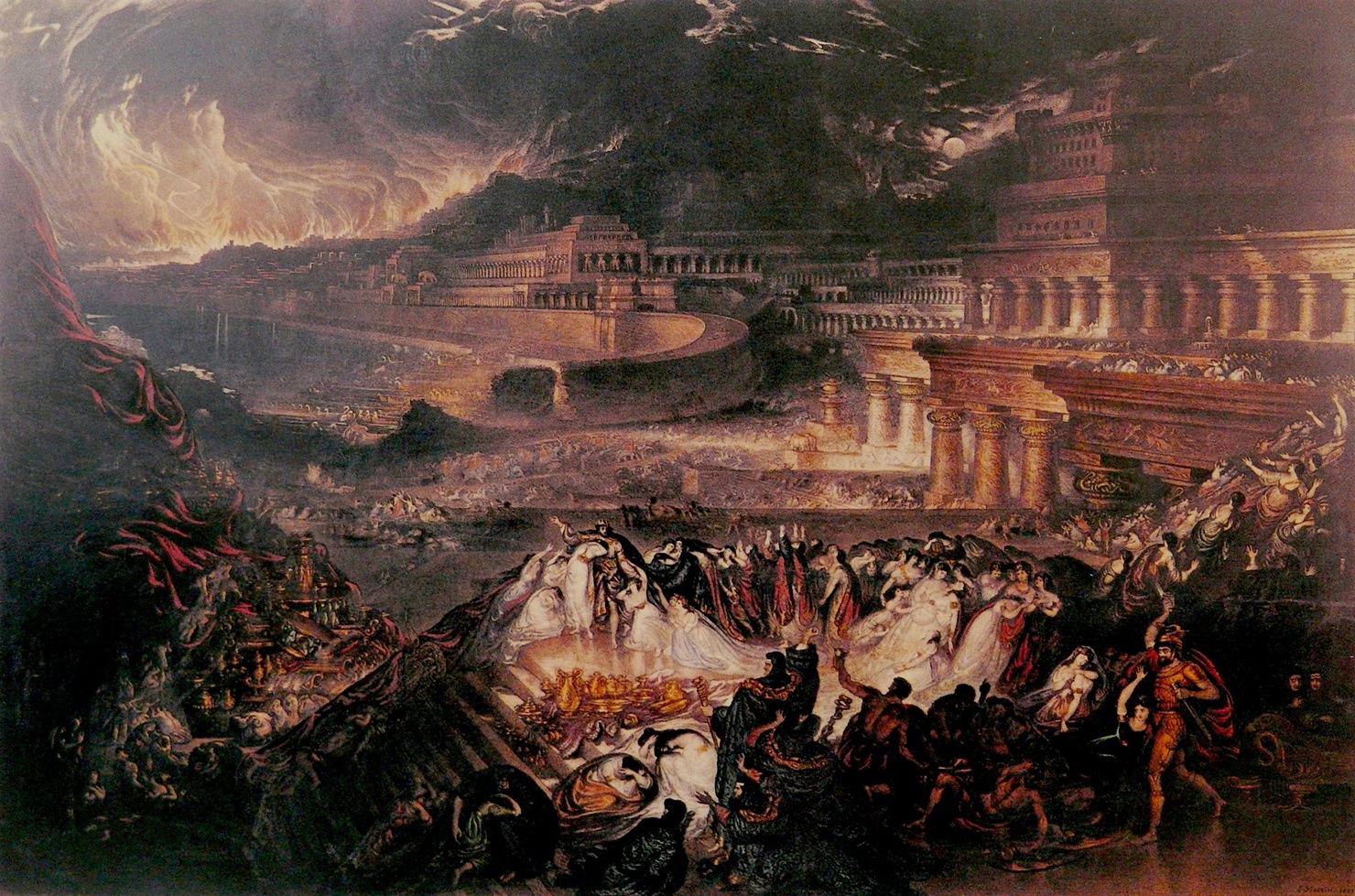
존 마틴, 니네베의 몰락

애더스턴의 친구이자 화가인 존 마틴은 이 시에서 영감을 받아 같은 이름의 그림을 그렸다. 영국의 시인 존 메이스필드의 유명하고 환상적인 1903년 시 "화물선"은 첫 줄에 니네베를 언급한다. 니네베는 또한 러디어드 키플링의 1897년 시 후퇴와 아서 오쇼네시의 1873년 시 송가에서도 언급된다.

## 참고 문헌
This article incorporates text from a publication now in the public domain: Easton, Matthew George (1897). 〈Nineveh〉. 《Easton's Bible Dictionary》 New a revis판. T. Nelson and Sons. 
- Russell, John Malcolm (1992), 《Sennacherib's "Palace without Rival" at Nineveh》, University Of Chicago Press, ISBN 0-226-73175-8
- Barnett, Richard David (1976), 《Sculptures from the north palace of Ashurbanipal at Nineveh (668-627 B.C.)》, British Museum Publications Ltd, ISBN 0-7141-1046-9
- Campbell Thompson, R.; Hutchinson, R. W. (1929), “A century of exploration at Nineveh”, 《The Geographical Journal》 (Luzac) 74 (4): 406, Bibcode:1929GeogJ..74..406P, doi:10.2307/1784268, JSTOR 1784268
- Bezold, Carl, 《Catalogue of the Cuneiform Tablets in the Kouyunjik Collection of the British Museum》
  - 《Volume I》, 1889
  - 《Volume II》, Printed by order of the Trustees, 1891
  - 《Volume III》, 1893
  - 《Volume IV》, 1896
  - 《Volume V》, Printed by order of the Trustees, 1899
- 《Catalogue of the Cuneiform Tablets in the Kouyunjik Collection of the British Museum》, British Museum
  - King, W. L. (1914), 《Supplement I》
  - Lambert, W. G. (1968), 《Supplement II》
  - Lambert, W. G. (1992), 《Supplement III》, Trustees of the British Museum, ISBN 0-7141-1131-7
- Liverani, Mario (2016) [2013], 《Immaginare Babele》 [바빌론 상상하기: 고대 도시의 현대 이야기], 번역 Campbell, Alisa, De Gruyter, ISBN 978-1-61451-602-6
- Scott, M. Louise; MacGinnis, John (1990), 《Notes on Nineveh, Iraq》 52, 63–73쪽
- Trümpler, C., 편집. (2001), 《Agatha Christie and Archaeology》, The British Museum Press, ISBN 978-0714111483 - Nineveh 5, Vessel Pottery 2900 BC
- Leick, Gwendolyn (2010), 《The A to Z of Mesopotamia》, Scarecrow Press - Early worship of Ishtar, Early / Prehistoric Nineveh
- Durant, Will (1954), 《Our oriental heritage》, Simon & Schuster – Early / Prehistoric Nineveh

- Wilkinson, Eleanor Barbanes, and Stephen Lumsden, "Pottery from the University of California, Berkeley Excavations in the Area of the Maški Gate (MG22), Nineveh, 1989-1990", Archaeopress, 2022 ISBN 9781803272153